# Stegoceras
Stegoceras is een geslacht van uitgestorven plantenetende ornithischische dinosauriërs, behorend tot de Pachycephalosauria, dat tijdens het Laat-Krijt voorkwam in Noord-Amerika.

## Vondst en naamgeving
Fossielen van deze dieren werden gevonden in Noord-Amerika (Alberta en Montana). In 1898 ontdekte Lawrence Morris Lambe een geïsoleerd schedeldak op de oostoever van de Berry Creek in Alberta. In 1902 benoemde hij dat samen met twee andere schedeldaken als de typesoort Stegoceras validus. De geslachtsnaam is afgeleid van het Oudgrieks στέγη, stegè, 'dak' en κέρας, keras, 'hoorn'. Lambe zag het schedeldak als een dakvormige hoornstructuur en dacht dat deze bij het levende dier voor op de snuit had gezeten, als een 'prenasale'. De soortaanduiding betekent 'de sterke' in het Latijn. Daar keras onzijdig is, moet de soortaanduiding verplicht validum luiden. In 1987 werd de soortnaam door Hans-Dieter Sues en Peter Malcolm Galton geëmendeerd tot Stegoceras validum.
Het door Johan Bell Hatcher in 1907 postuum uit de drie gekozen lectotype, CMN 515, is gevonden in een laag van de Dinosaur Park Formation die dateert uit het Campanien. Het bestaat slechts uit een schedeldak zodat lange tijd onduidelijk bleef hoe het dier als geheel gebouwd was. Hatcher was de eerste die begreep dat het om een schedeldak ging; baron Franz Nopsca had in 1903 al gesuggereerd dat het een uitgroeisel van het neusbeen en het voorhoofdsbeen betrof dat een hoorn op de snuit ondersteunde.
In 1918 benoemde Lambe een tweede soort: Stegoceras brevis, later Stegoceras breve. Deze werd later wel onder het geslacht Prenocephale of Sphaerotholus gerekend en is in 2016 benoemd als een apart geslacht Foraminacephale.

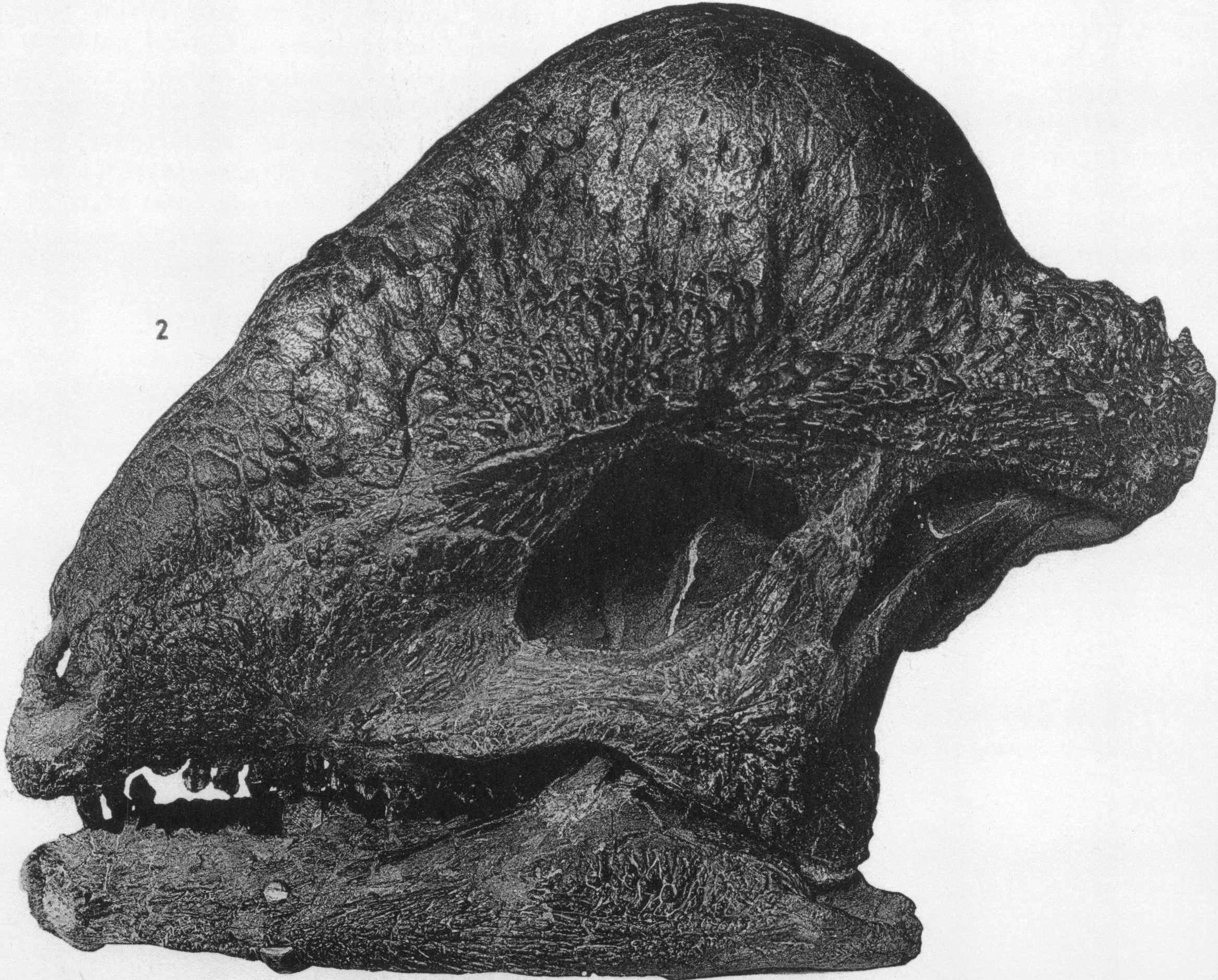
De door Gilmore bestudeerde schedel van specimen UALVP-2

In 1924 beschreef Charles Whitney Gilmore een tweede exemplaar van de typesoort, specimen UALVP-2 in 1921 door George Fryer Sternberg gevonden bij Steveville in Canada, bestaande uit een vrij volledig skelet. Het omvat naast een schedel ook de onderkaken en delen van het postcraniaal skelet: acht halswervels, twee ruggenwervels, ribben, verbeende pezen (eerst aangezien voor buikribben), een stuk schoudergordel, een voorpoot, een achterpoot en een bekkenhelft. Het waren de eerste postcrania die van een pachycephalosauriër beschreven werden. Gilmore meende echter, ten onrechte, dat de tanden van het dier gelijk waren aan die van Troodon. Hij hernoemde de soort daarom tot Troodon validus.
In 1945 toonde Charles Mortram Sternberg aan dat Gilmore zich vergist had. Bij die gelegenheid hernoemde Sternberg Troodon sternbergi Brown & Schlaikjer 1943 tot een Stegoceras sternbergi. Sinds 2003 is dit een apart geslacht Hanssuesia. Hij hernoemde ook Troodon edmontonensis Brown & Schlaikjer 1943 tot een Stegoceras edmontonensis. In 2003 werd deze ondergebracht bij het geslacht Sphaerotholus. Tegelijkertijd benoemde Sternberg een Stegoceras lambei. Dit is sinds 2003 het geslacht Colepiocephale.
In 1964 hernoemde Oskar Kuhn Troodon bexelli Bohlin 1953 tot een Stegoceras bexelli. Dit is lang beschouwd als een nomen dubium gebaseerd op fragmentarisch materiaal uit China. In 2021 werd dit het aparte geslacht Sinocephale. Pachycephalosaurus hernoemde Kuhn tot een Stegoceras wyomingensis.
In 1979 benoemden Galton en William Patrick Wall een Stegoceras browni op basis van specimen AMNH 5450. In 1983 werd dit door Galton en Hans-Dieter Sues benoemd als een apart geslacht Ornatotholus, 'versierde koepel', maar tegenwoordig wordt het gezien als een jonger synoniem van Stegoceras validum.
Buiten de typesoort werden sinds 2003 dus geen valide andere soorten van Stegoceras erkend. In 2011 echter benoemden Steven E. Jasinski en Robert Michael Sullivan Stegoceras novomexicanum gebaseerd op vondsten in New Mexico: het holotype NMMNH P-33898, een schedeldak; en de paratypen SMP VP-2555, een paar voorhoofdsbeenderen, en SMP VP-2790, een wandbeen. Latere analyses wijzen er echter op dat dit wellicht niet de zustersoort is van Stegoceras validum. In 2016 stelden Thomas E. Williamson en Stephen Louis Brusatte dat de afwijkende kenmerken van het holotype van S. novomexicanum ten dele veroorzaakt worden doordat het van een jong dier is; dat de paratypen aantoonbaar niet tot dezelfde soort behoren als het holotype; en dat het onduidelijk is of S. novomexicanum een geldige soort is of een jonger synoniem van S. validum.
Van Stegoceras validum is een groot aantal mogelijke schedeldaken gevonden; Sullivan gaf in 2003 een lijst van ruim honderd exemplaren wat de soort tot de van de meeste fossielen bekende pachycephalosauriër maakt.

## Beschrijving

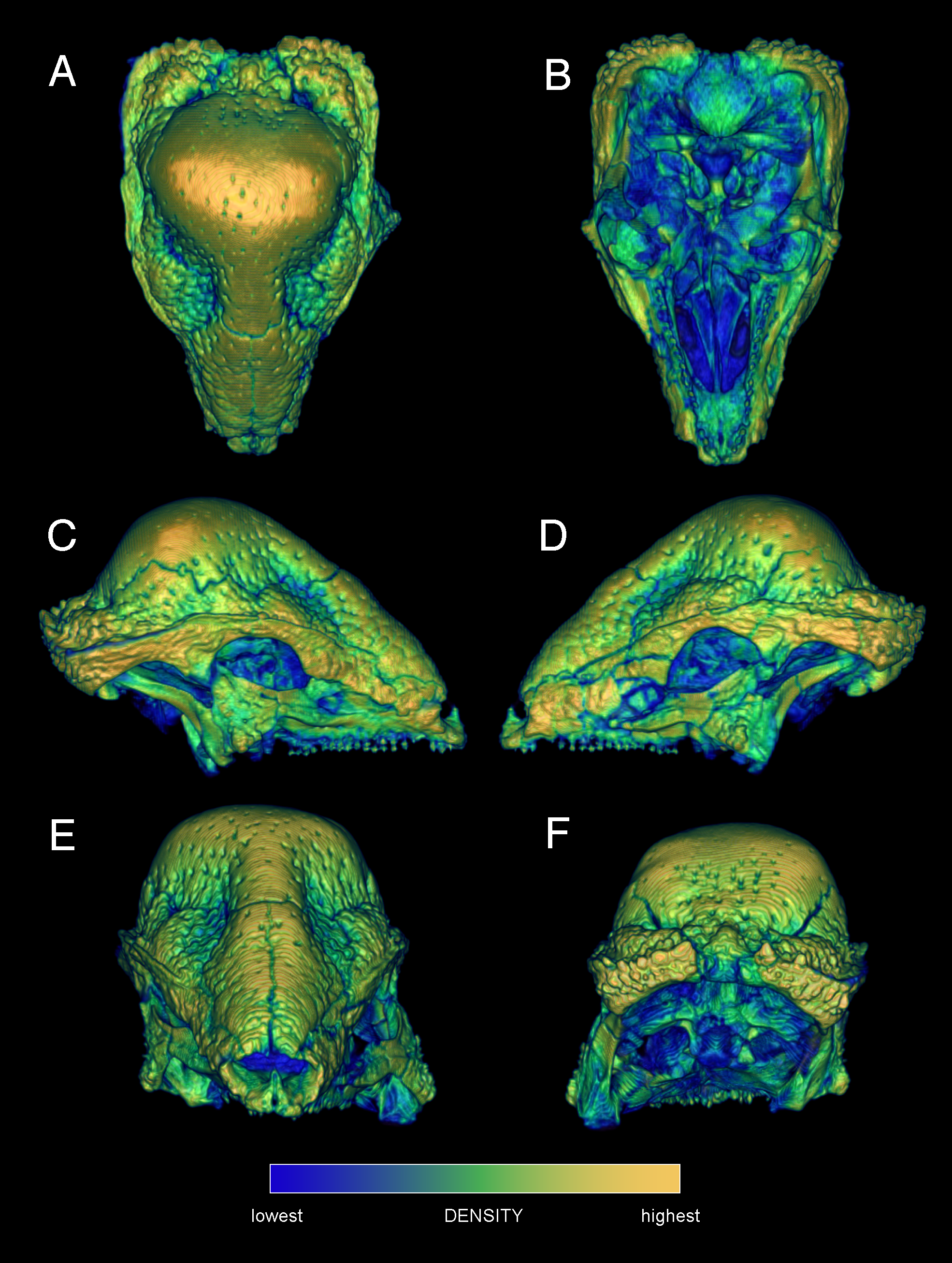
Scans die de dichtheid van het schedelbot aangeven

In 2010 schatte Gregory S. Paul de lichaamslengte van Stegoceras op 2,2 meter, het gewicht op veertig kilogram.
Stegoceras had op zijn kop een zwaar bol schedeldak met een dikte van zes centimeter, dat vanaf de snuit tot aan zijn achterhoofd reikte. Het dak bestond uit een vergroeiing van de voorhoofdsbeenderen met de wandbeenderen. Het achterhoofd was bovenaan aan beide zijden voorzien van knobbelige uitsteeksels, vermoedelijk vergroeide osteodermen. Zulke knobbelige huidverbeningen bevonden zich ook op de voorste snuit. De mannetjes gebruikten de dikke schedels wellicht tijdens de paringstijd om te imponeren of om die bij gevechten tegen elkaar te slaan. Een gewricht tussen de kop en de hals zorgde voor een gebogen houding van de kop tijdens de aanval. Speciaal verstevigde gewrichten van de halswervels zorgden ervoor dat het dier tijdens de botsing geen verwondingen opliep. De ruggengraat was door speciale pezen versterkt. Tijdens het rennen hield het dier zijn rug horizontaal en bracht met zijn staart romp en kop in evenwicht.

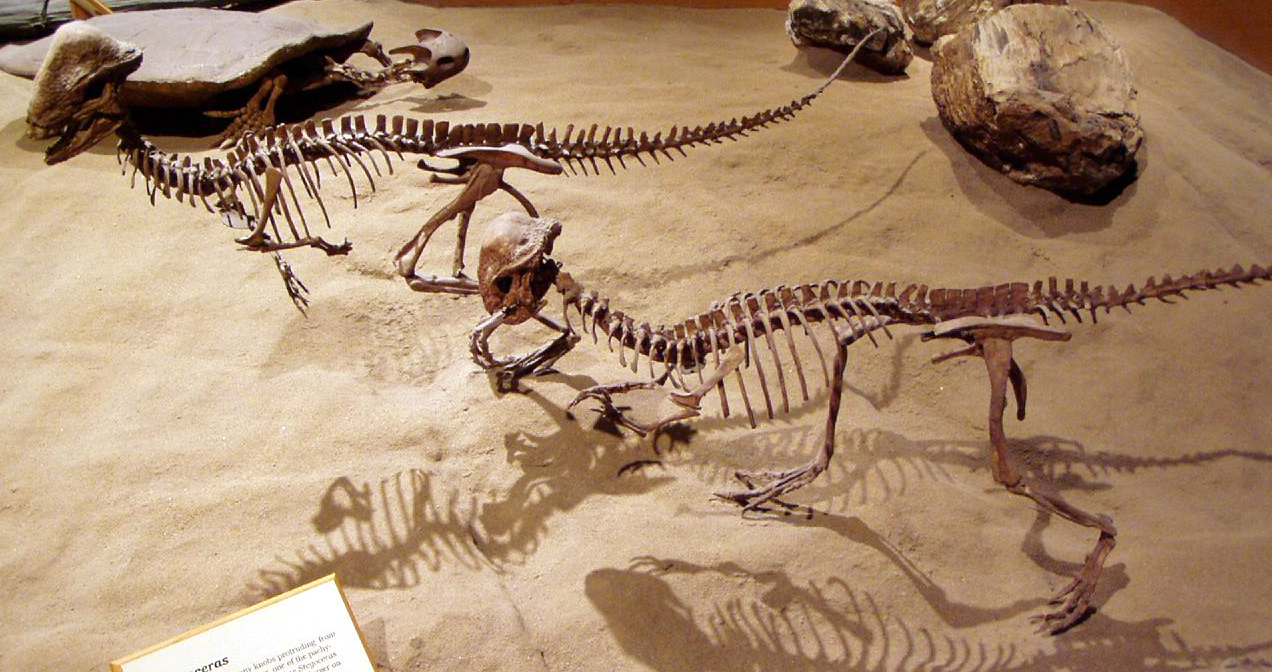
Skeletmodellen van Stegoceras

In 2003 gaf Robert Sullivan een lijst van onderscheidende kenmerken van Stegoceras validum. Het schedeldak heeft een combinatie van een sterk uitstekend beenplateau op de achterzijde met een beginnende welving op het frontoparietale. De neusbeenderen zijn gezwollen. Het postorbitale bevindt zich aan de achterste zijkant van de welving. De ornamentering bestaat uit vele kleine bultjes op de zijkanten en achterkanten gecombineerd met een opvallender rij van zes bulten op de bovenkant van ieder squamosum en tot twee grote bulten op de binnenste achterkant van de uitloper van het wandbeen.
Sullivan maakte ook een vergelijking met Prenocephale prenes. Bij Stegoceras is het postorbitale meer achteraan gepositioneerd. De randelementen boven de oogkas staan laag op de welving. Er is maar een kort diasteem tussen de maxillaire en dentaire tanden. De neusbeenderen zijn meer gezwollen.
In 2011 gaf Sullivan een diagnose van het geslacht als zodanig die overeenkwam met die van S. validum uit 2003 maar er de volgende twee kenmerken aan toevoegde. De binnenste uitbreiding van de achterkant van de wandbeenderen is rechthoekig of trapeziumvormig. De bovenste slaapvensters zijn gesloten of relatief klein en aangrenzend of aan de zijkant van de middenlijn geplaatst. Daarnaast gaf hij een lijst onderscheidende kenmerken van S. novomexicanum. De binnenste uitbreiding van de achterkant van de wandbeenderen is verkleind en rechthoekig. De raakfacetten van deze uitbreiding met de squamosa lopen ruwweg evenwijdig in plaats van uiteen te gaan. De bovenste slaapvensters liggen dichter op de middenlijn en zijn vergoot. De volwassen vorm is klein en lichtgebouwd.
Meer in het algemeen is typerend dat het beenplateau aan de achterkant van de schedel opvallend uitsteekt en dat het postorbitale geen bultjes draagt. De grootte van de bovenste slaapvensters is tussen de verschillende exemplaren sterk variabel. Een enkele keer is het venster geheel gesloten. Het onderste slaapvenster is altijd overgroeid door het wandbeen aan de binnenkant en het postorbitale aan de buitenkant.
In bovenaanzicht is de snuit van Stegoceras duidelijk wat ingesnoerd ten opzichte van de rest van de schedel. Daarbij is de snuit relatief lang. Hoewel naar voren taps toelopend is de punt niet heel spits doordat de snuit nogal breed is. Alleen zijn de neusgaten in bovenaanzicht ingekeept zodat het allervoorste gedeelte wat afstaat. In zijaanzicht loopt de snuit met een bol profiel continu over in het schedeldak. De neusbeenderen zijn dan ook flink gezwollen. Ze zijn uitgehold door ruime gepaarde luchtwegen.

## Fylogenie
Lambe wist eerst niet goed waar hij het dier moest plaatsen. Hij zette het in 1902 in de Ceratopidae. Dat was niet zo'n gekke keuze want de Ceratopia zijn direct aan de Pachycephalosauria verwant binnen de Marginocephalia. In 1918 dacht hij dat het lid was van de Stegosauria en meer bepaald van een nieuw benoemde familie Psalisauridae. Gilmore plaatste Stegoceras in de Troodontidae, een begrip dat tegenwoordig een geheel andere betekenis heeft. Het begrip Psalisauridae heeft geen prioriteit omdat Lambe naliet een typegenus aan te wijzen; er bestaat ook geen "Psalisaurus".
Naar huidige inzichten is Stegoceras een basaal lid van de Pachycephalosauridae.
Het volgende kladogram laat een mogelijke positie van de twee stegocerassoorten in de evolutionaire stamboom zien.
|  | Colepiocephale           |
|  |                          |
|  | Hanssuesia               |
|  |                          |
|  | Stegoceras novomexicanum |
|  |                          |
|  | Stegoceras validum       |
|  |                          |

|  | Acrotholus audeti   |
|  |                     |
|  | Prenocephale prenes |
|  |                     |

|  | Alaskacephale      |
|  |                    |
|  | Pachycephalosaurus |
|  |                    |

|  | Sphaerotholus buchholtzae |
|  |                           |
|  | Sphaerotholus goodwini    |
|  |                           |

|  | Alaskacephale      |
|  |                    |
|  | Pachycephalosaurus |
|  |                    |

|  | Sphaerotholus buchholtzae |
|  |                           |
|  | Sphaerotholus goodwini    |
|  |                           |

|  | Acrotholus audeti   |
|  |                     |
|  | Prenocephale prenes |
|  |                     |

|  | Alaskacephale      |
|  |                    |
|  | Pachycephalosaurus |
|  |                    |

|  | Sphaerotholus buchholtzae |
|  |                           |
|  | Sphaerotholus goodwini    |
|  |                           |

|  | Alaskacephale      |
|  |                    |
|  | Pachycephalosaurus |
|  |                    |

|  | Sphaerotholus buchholtzae |
|  |                           |
|  | Sphaerotholus goodwini    |
|  |                           |

|  | Acrotholus audeti   |
|  |                     |
|  | Prenocephale prenes |
|  |                     |

|  | Alaskacephale      |
|  |                    |
|  | Pachycephalosaurus |
|  |                    |

|  | Sphaerotholus buchholtzae |
|  |                           |
|  | Sphaerotholus goodwini    |
|  |                           |

|  | Alaskacephale      |
|  |                    |
|  | Pachycephalosaurus |
|  |                    |

|  | Sphaerotholus buchholtzae |
|  |                           |
|  | Sphaerotholus goodwini    |
|  |                           |

|  | Acrotholus audeti   |
|  |                     |
|  | Prenocephale prenes |
|  |                     |

|  | Alaskacephale      |
|  |                    |
|  | Pachycephalosaurus |
|  |                    |

|  | Sphaerotholus buchholtzae |
|  |                           |
|  | Sphaerotholus goodwini    |
|  |                           |

|  | Alaskacephale      |
|  |                    |
|  | Pachycephalosaurus |
|  |                    |

|  | Sphaerotholus buchholtzae |
|  |                           |
|  | Sphaerotholus goodwini    |
|  |                           |

|  | Acrotholus audeti   |
|  |                     |
|  | Prenocephale prenes |
|  |                     |

|  | Alaskacephale      |
|  |                    |
|  | Pachycephalosaurus |
|  |                    |

|  | Sphaerotholus buchholtzae |
|  |                           |
|  | Sphaerotholus goodwini    |
|  |                           |

|  | Alaskacephale      |
|  |                    |
|  | Pachycephalosaurus |
|  |                    |

|  | Sphaerotholus buchholtzae |
|  |                           |
|  | Sphaerotholus goodwini    |
|  |                           |

|  | Acrotholus audeti   |
|  |                     |
|  | Prenocephale prenes |
|  |                     |

|  | Alaskacephale      |
|  |                    |
|  | Pachycephalosaurus |
|  |                    |

|  | Sphaerotholus buchholtzae |
|  |                           |
|  | Sphaerotholus goodwini    |
|  |                           |

|  | Alaskacephale      |
|  |                    |
|  | Pachycephalosaurus |
|  |                    |

|  | Sphaerotholus buchholtzae |
|  |                           |
|  | Sphaerotholus goodwini    |
|  |                           |

|  | Acrotholus audeti   |
|  |                     |
|  | Prenocephale prenes |
|  |                     |

|  | Alaskacephale      |
|  |                    |
|  | Pachycephalosaurus |
|  |                    |

|  | Sphaerotholus buchholtzae |
|  |                           |
|  | Sphaerotholus goodwini    |
|  |                           |

|  | Alaskacephale      |
|  |                    |
|  | Pachycephalosaurus |
|  |                    |

|  | Sphaerotholus buchholtzae |
|  |                           |
|  | Sphaerotholus goodwini    |
|  |                           |

|  | Acrotholus audeti   |
|  |                     |
|  | Prenocephale prenes |
|  |                     |

|  | Alaskacephale      |
|  |                    |
|  | Pachycephalosaurus |
|  |                    |

|  | Sphaerotholus buchholtzae |
|  |                           |
|  | Sphaerotholus goodwini    |
|  |                           |

|  | Alaskacephale      |
|  |                    |
|  | Pachycephalosaurus |
|  |                    |

|  | Sphaerotholus buchholtzae |
|  |                           |
|  | Sphaerotholus goodwini    |
|  |                           |

|  | Acrotholus audeti   |
|  |                     |
|  | Prenocephale prenes |
|  |                     |

|  | Alaskacephale      |
|  |                    |
|  | Pachycephalosaurus |
|  |                    |

|  | Sphaerotholus buchholtzae |
|  |                           |
|  | Sphaerotholus goodwini    |
|  |                           |

|  | Alaskacephale      |
|  |                    |
|  | Pachycephalosaurus |
|  |                    |

|  | Sphaerotholus buchholtzae |
|  |                           |
|  | Sphaerotholus goodwini    |
|  |                           |

|  | Acrotholus audeti   |
|  |                     |
|  | Prenocephale prenes |
|  |                     |

|  | Alaskacephale      |
|  |                    |
|  | Pachycephalosaurus |
|  |                    |

|  | Sphaerotholus buchholtzae |
|  |                           |
|  | Sphaerotholus goodwini    |
|  |                           |

|  | Alaskacephale      |
|  |                    |
|  | Pachycephalosaurus |
|  |                    |

|  | Sphaerotholus buchholtzae |
|  |                           |
|  | Sphaerotholus goodwini    |
|  |                           |

|  | Acrotholus audeti   |
|  |                     |
|  | Prenocephale prenes |
|  |                     |

|  | Alaskacephale      |
|  |                    |
|  | Pachycephalosaurus |
|  |                    |

|  | Sphaerotholus buchholtzae |
|  |                           |
|  | Sphaerotholus goodwini    |
|  |                           |

|  | Alaskacephale      |
|  |                    |
|  | Pachycephalosaurus |
|  |                    |

|  | Sphaerotholus buchholtzae |
|  |                           |
|  | Sphaerotholus goodwini    |
|  |                           |

|  | Acrotholus audeti   |
|  |                     |
|  | Prenocephale prenes |
|  |                     |

|  | Alaskacephale      |
|  |                    |
|  | Pachycephalosaurus |
|  |                    |

|  | Sphaerotholus buchholtzae |
|  |                           |
|  | Sphaerotholus goodwini    |
|  |                           |

|  | Alaskacephale      |
|  |                    |
|  | Pachycephalosaurus |
|  |                    |

|  | Sphaerotholus buchholtzae |
|  |                           |
|  | Sphaerotholus goodwini    |
|  |                           |

|  | Acrotholus audeti   |
|  |                     |
|  | Prenocephale prenes |
|  |                     |

|  | Alaskacephale      |
|  |                    |
|  | Pachycephalosaurus |
|  |                    |

|  | Sphaerotholus buchholtzae |
|  |                           |
|  | Sphaerotholus goodwini    |
|  |                           |

|  | Alaskacephale      |
|  |                    |
|  | Pachycephalosaurus |
|  |                    |

|  | Sphaerotholus buchholtzae |
|  |                           |
|  | Sphaerotholus goodwini    |
|  |                           |

|  | Acrotholus audeti   |
|  |                     |
|  | Prenocephale prenes |
|  |                     |

|  | Alaskacephale      |
|  |                    |
|  | Pachycephalosaurus |
|  |                    |

|  | Sphaerotholus buchholtzae |
|  |                           |
|  | Sphaerotholus goodwini    |
|  |                           |

|  | Alaskacephale      |
|  |                    |
|  | Pachycephalosaurus |
|  |                    |

|  | Sphaerotholus buchholtzae |
|  |                           |
|  | Sphaerotholus goodwini    |
|  |                           |

|  | Acrotholus audeti   |
|  |                     |
|  | Prenocephale prenes |
|  |                     |

|  | Alaskacephale      |
|  |                    |
|  | Pachycephalosaurus |
|  |                    |

|  | Sphaerotholus buchholtzae |
|  |                           |
|  | Sphaerotholus goodwini    |
|  |                           |

|  | Alaskacephale      |
|  |                    |
|  | Pachycephalosaurus |
|  |                    |

|  | Sphaerotholus buchholtzae |
|  |                           |
|  | Sphaerotholus goodwini    |
|  |                           |

|  | Acrotholus audeti   |
|  |                     |
|  | Prenocephale prenes |
|  |                     |

|  | Alaskacephale      |
|  |                    |
|  | Pachycephalosaurus |
|  |                    |

|  | Sphaerotholus buchholtzae |
|  |                           |
|  | Sphaerotholus goodwini    |
|  |                           |

|  | Alaskacephale      |
|  |                    |
|  | Pachycephalosaurus |
|  |                    |

|  | Sphaerotholus buchholtzae |
|  |                           |
|  | Sphaerotholus goodwini    |
|  |                           |

|  | Acrotholus audeti   |
|  |                     |
|  | Prenocephale prenes |
|  |                     |

|  | Alaskacephale      |
|  |                    |
|  | Pachycephalosaurus |
|  |                    |

|  | Sphaerotholus buchholtzae |
|  |                           |
|  | Sphaerotholus goodwini    |
|  |                           |

|  | Alaskacephale      |
|  |                    |
|  | Pachycephalosaurus |
|  |                    |

|  | Sphaerotholus buchholtzae |
|  |                           |
|  | Sphaerotholus goodwini    |
|  |                           |

|  | Acrotholus audeti   |
|  |                     |
|  | Prenocephale prenes |
|  |                     |

|  | Alaskacephale      |
|  |                    |
|  | Pachycephalosaurus |
|  |                    |

|  | Sphaerotholus buchholtzae |
|  |                           |
|  | Sphaerotholus goodwini    |
|  |                           |

|  | Alaskacephale      |
|  |                    |
|  | Pachycephalosaurus |
|  |                    |

|  | Sphaerotholus buchholtzae |
|  |                           |
|  | Sphaerotholus goodwini    |
|  |                           |

|  | Acrotholus audeti   |
|  |                     |
|  | Prenocephale prenes |
|  |                     |

|  | Alaskacephale      |
|  |                    |
|  | Pachycephalosaurus |
|  |                    |

|  | Sphaerotholus buchholtzae |
|  |                           |
|  | Sphaerotholus goodwini    |
|  |                           |

|  | Alaskacephale      |
|  |                    |
|  | Pachycephalosaurus |
|  |                    |

|  | Sphaerotholus buchholtzae |
|  |                           |
|  | Sphaerotholus goodwini    |
|  |                           |

|  | Acrotholus audeti   |
|  |                     |
|  | Prenocephale prenes |
|  |                     |

|  | Alaskacephale      |
|  |                    |
|  | Pachycephalosaurus |
|  |                    |

|  | Sphaerotholus buchholtzae |
|  |                           |
|  | Sphaerotholus goodwini    |
|  |                           |

|  | Alaskacephale      |
|  |                    |
|  | Pachycephalosaurus |
|  |                    |

|  | Sphaerotholus buchholtzae |
|  |                           |
|  | Sphaerotholus goodwini    |
|  |                           |

|  | Acrotholus audeti   |
|  |                     |
|  | Prenocephale prenes |
|  |                     |

|  | Alaskacephale      |
|  |                    |
|  | Pachycephalosaurus |
|  |                    |

|  | Sphaerotholus buchholtzae |
|  |                           |
|  | Sphaerotholus goodwini    |
|  |                           |

|  | Alaskacephale      |
|  |                    |
|  | Pachycephalosaurus |
|  |                    |

|  | Sphaerotholus buchholtzae |
|  |                           |
|  | Sphaerotholus goodwini    |
|  |                           |

|  | Acrotholus audeti   |
|  |                     |
|  | Prenocephale prenes |
|  |                     |

|  | Alaskacephale      |
|  |                    |
|  | Pachycephalosaurus |
|  |                    |

|  | Sphaerotholus buchholtzae |
|  |                           |
|  | Sphaerotholus goodwini    |
|  |                           |

|  | Alaskacephale      |
|  |                    |
|  | Pachycephalosaurus |
|  |                    |

|  | Sphaerotholus buchholtzae |
|  |                           |
|  | Sphaerotholus goodwini    |
|  |                           |

|  | Acrotholus audeti   |
|  |                     |
|  | Prenocephale prenes |
|  |                     |

|  | Alaskacephale      |
|  |                    |
|  | Pachycephalosaurus |
|  |                    |

|  | Sphaerotholus buchholtzae |
|  |                           |
|  | Sphaerotholus goodwini    |
|  |                           |

|  | Alaskacephale      |
|  |                    |
|  | Pachycephalosaurus |
|  |                    |

|  | Sphaerotholus buchholtzae |
|  |                           |
|  | Sphaerotholus goodwini    |
|  |                           |

|  | Acrotholus audeti   |
|  |                     |
|  | Prenocephale prenes |
|  |                     |

|  | Alaskacephale      |
|  |                    |
|  | Pachycephalosaurus |
|  |                    |

|  | Sphaerotholus buchholtzae |
|  |                           |
|  | Sphaerotholus goodwini    |
|  |                           |

|  | Alaskacephale      |
|  |                    |
|  | Pachycephalosaurus |
|  |                    |

|  | Sphaerotholus buchholtzae |
|  |                           |
|  | Sphaerotholus goodwini    |
|  |                           |

|  | Acrotholus audeti   |
|  |                     |
|  | Prenocephale prenes |
|  |                     |

|  | Alaskacephale      |
|  |                    |
|  | Pachycephalosaurus |
|  |                    |

|  | Sphaerotholus buchholtzae |
|  |                           |
|  | Sphaerotholus goodwini    |
|  |                           |

|  | Alaskacephale      |
|  |                    |
|  | Pachycephalosaurus |
|  |                    |

|  | Sphaerotholus buchholtzae |
|  |                           |
|  | Sphaerotholus goodwini    |
|  |                           |

|  | Acrotholus audeti   |
|  |                     |
|  | Prenocephale prenes |
|  |                     |

|  | Alaskacephale      |
|  |                    |
|  | Pachycephalosaurus |
|  |                    |

|  | Sphaerotholus buchholtzae |
|  |                           |
|  | Sphaerotholus goodwini    |
|  |                           |

|  | Alaskacephale      |
|  |                    |
|  | Pachycephalosaurus |
|  |                    |

|  | Sphaerotholus buchholtzae |
|  |                           |
|  | Sphaerotholus goodwini    |
|  |                           |

|  | Acrotholus audeti   |
|  |                     |
|  | Prenocephale prenes |
|  |                     |

|  | Alaskacephale      |
|  |                    |
|  | Pachycephalosaurus |
|  |                    |

|  | Sphaerotholus buchholtzae |
|  |                           |
|  | Sphaerotholus goodwini    |
|  |                           |

|  | Alaskacephale      |
|  |                    |
|  | Pachycephalosaurus |
|  |                    |

|  | Sphaerotholus buchholtzae |
|  |                           |
|  | Sphaerotholus goodwini    |
|  |                           |

|  | Acrotholus audeti   |
|  |                     |
|  | Prenocephale prenes |
|  |                     |

|  | Alaskacephale      |
|  |                    |
|  | Pachycephalosaurus |
|  |                    |

|  | Sphaerotholus buchholtzae |
|  |                           |
|  | Sphaerotholus goodwini    |
|  |                           |

|  | Alaskacephale      |
|  |                    |
|  | Pachycephalosaurus |
|  |                    |

|  | Sphaerotholus buchholtzae |
|  |                           |
|  | Sphaerotholus goodwini    |
|  |                           |

|  | Acrotholus audeti   |
|  |                     |
|  | Prenocephale prenes |
|  |                     |

|  | Alaskacephale      |
|  |                    |
|  | Pachycephalosaurus |
|  |                    |

|  | Sphaerotholus buchholtzae |
|  |                           |
|  | Sphaerotholus goodwini    |
|  |                           |

|  | Alaskacephale      |
|  |                    |
|  | Pachycephalosaurus |
|  |                    |

|  | Sphaerotholus buchholtzae |
|  |                           |
|  | Sphaerotholus goodwini    |
|  |                           |

|  | Acrotholus audeti   |
|  |                     |
|  | Prenocephale prenes |
|  |                     |

|  | Alaskacephale      |
|  |                    |
|  | Pachycephalosaurus |
|  |                    |

|  | Sphaerotholus buchholtzae |
|  |                           |
|  | Sphaerotholus goodwini    |
|  |                           |

|  | Alaskacephale      |
|  |                    |
|  | Pachycephalosaurus |
|  |                    |

|  | Sphaerotholus buchholtzae |
|  |                           |
|  | Sphaerotholus goodwini    |
|  |                           |

|  | Acrotholus audeti   |
|  |                     |
|  | Prenocephale prenes |
|  |                     |

|  | Alaskacephale      |
|  |                    |
|  | Pachycephalosaurus |
|  |                    |

|  | Sphaerotholus buchholtzae |
|  |                           |
|  | Sphaerotholus goodwini    |
|  |                           |

|  | Alaskacephale      |
|  |                    |
|  | Pachycephalosaurus |
|  |                    |

|  | Sphaerotholus buchholtzae |
|  |                           |
|  | Sphaerotholus goodwini    |
|  |                           |

|  | Acrotholus audeti   |
|  |                     |
|  | Prenocephale prenes |
|  |                     |

|  | Alaskacephale      |
|  |                    |
|  | Pachycephalosaurus |
|  |                    |

|  | Sphaerotholus buchholtzae |
|  |                           |
|  | Sphaerotholus goodwini    |
|  |                           |

|  | Alaskacephale      |
|  |                    |
|  | Pachycephalosaurus |
|  |                    |

|  | Sphaerotholus buchholtzae |
|  |                           |
|  | Sphaerotholus goodwini    |
|  |                           |

|  | Acrotholus audeti   |
|  |                     |
|  | Prenocephale prenes |
|  |                     |

|  | Alaskacephale      |
|  |                    |
|  | Pachycephalosaurus |
|  |                    |

|  | Sphaerotholus buchholtzae |
|  |                           |
|  | Sphaerotholus goodwini    |
|  |                           |

|  | Alaskacephale      |
|  |                    |
|  | Pachycephalosaurus |
|  |                    |

|  | Sphaerotholus buchholtzae |
|  |                           |
|  | Sphaerotholus goodwini    |
|  |                           |

|  | Acrotholus audeti   |
|  |                     |
|  | Prenocephale prenes |
|  |                     |

|  | Alaskacephale      |
|  |                    |
|  | Pachycephalosaurus |
|  |                    |

|  | Sphaerotholus buchholtzae |
|  |                           |
|  | Sphaerotholus goodwini    |
|  |                           |

|  | Alaskacephale      |
|  |                    |
|  | Pachycephalosaurus |
|  |                    |

|  | Sphaerotholus buchholtzae |
|  |                           |
|  | Sphaerotholus goodwini    |
|  |                           |

|  | Acrotholus audeti   |
|  |                     |
|  | Prenocephale prenes |
|  |                     |

|  | Alaskacephale      |
|  |                    |
|  | Pachycephalosaurus |
|  |                    |

|  | Sphaerotholus buchholtzae |
|  |                           |
|  | Sphaerotholus goodwini    |
|  |                           |

|  | Alaskacephale      |
|  |                    |
|  | Pachycephalosaurus |
|  |                    |

|  | Sphaerotholus buchholtzae |
|  |                           |
|  | Sphaerotholus goodwini    |
|  |                           |

|  | Acrotholus audeti   |
|  |                     |
|  | Prenocephale prenes |
|  |                     |

|  | Alaskacephale      |
|  |                    |
|  | Pachycephalosaurus |
|  |                    |

|  | Sphaerotholus buchholtzae |
|  |                           |
|  | Sphaerotholus goodwini    |
|  |                           |

|  | Alaskacephale      |
|  |                    |
|  | Pachycephalosaurus |
|  |                    |

|  | Sphaerotholus buchholtzae |
|  |                           |
|  | Sphaerotholus goodwini    |
|  |                           |

|  | Acrotholus audeti   |
|  |                     |
|  | Prenocephale prenes |
|  |                     |

|  | Alaskacephale      |
|  |                    |
|  | Pachycephalosaurus |
|  |                    |

|  | Sphaerotholus buchholtzae |
|  |                           |
|  | Sphaerotholus goodwini    |
|  |                           |

|  | Alaskacephale      |
|  |                    |
|  | Pachycephalosaurus |
|  |                    |

|  | Sphaerotholus buchholtzae |
|  |                           |
|  | Sphaerotholus goodwini    |
|  |                           |

|  | Acrotholus audeti   |
|  |                     |
|  | Prenocephale prenes |
|  |                     |

|  | Alaskacephale      |
|  |                    |
|  | Pachycephalosaurus |
|  |                    |

|  | Sphaerotholus buchholtzae |
|  |                           |
|  | Sphaerotholus goodwini    |
|  |                           |

|  | Alaskacephale      |
|  |                    |
|  | Pachycephalosaurus |
|  |                    |

|  | Sphaerotholus buchholtzae |
|  |                           |
|  | Sphaerotholus goodwini    |
|  |                           |

|  | Acrotholus audeti   |
|  |                     |
|  | Prenocephale prenes |
|  |                     |

|  | Alaskacephale      |
|  |                    |
|  | Pachycephalosaurus |
|  |                    |

|  | Sphaerotholus buchholtzae |
|  |                           |
|  | Sphaerotholus goodwini    |
|  |                           |

|  | Alaskacephale      |
|  |                    |
|  | Pachycephalosaurus |
|  |                    |

|  | Sphaerotholus buchholtzae |
|  |                           |
|  | Sphaerotholus goodwini    |
|  |                           |

|  | Acrotholus audeti   |
|  |                     |
|  | Prenocephale prenes |
|  |                     |

|  | Alaskacephale      |
|  |                    |
|  | Pachycephalosaurus |
|  |                    |

|  | Sphaerotholus buchholtzae |
|  |                           |
|  | Sphaerotholus goodwini    |
|  |                           |

|  | Alaskacephale      |
|  |                    |
|  | Pachycephalosaurus |
|  |                    |

|  | Sphaerotholus buchholtzae |
|  |                           |
|  | Sphaerotholus goodwini    |
|  |                           |

|  | Acrotholus audeti   |
|  |                     |
|  | Prenocephale prenes |
|  |                     |

|  | Alaskacephale      |
|  |                    |
|  | Pachycephalosaurus |
|  |                    |

|  | Sphaerotholus buchholtzae |
|  |                           |
|  | Sphaerotholus goodwini    |
|  |                           |

|  | Alaskacephale      |
|  |                    |
|  | Pachycephalosaurus |
|  |                    |

|  | Sphaerotholus buchholtzae |
|  |                           |
|  | Sphaerotholus goodwini    |
|  |                           |

|  | Acrotholus audeti   |
|  |                     |
|  | Prenocephale prenes |
|  |                     |

|  | Alaskacephale      |
|  |                    |
|  | Pachycephalosaurus |
|  |                    |

|  | Sphaerotholus buchholtzae |
|  |                           |
|  | Sphaerotholus goodwini    |
|  |                           |

|  | Alaskacephale      |
|  |                    |
|  | Pachycephalosaurus |
|  |                    |

|  | Sphaerotholus buchholtzae |
|  |                           |
|  | Sphaerotholus goodwini    |
|  |                           |

|  | Acrotholus audeti   |
|  |                     |
|  | Prenocephale prenes |
|  |                     |

|  | Alaskacephale      |
|  |                    |
|  | Pachycephalosaurus |
|  |                    |

|  | Sphaerotholus buchholtzae |
|  |                           |
|  | Sphaerotholus goodwini    |
|  |                           |

|  | Alaskacephale      |
|  |                    |
|  | Pachycephalosaurus |
|  |                    |

|  | Sphaerotholus buchholtzae |
|  |                           |
|  | Sphaerotholus goodwini    |
|  |                           |

|  | Acrotholus audeti   |
|  |                     |
|  | Prenocephale prenes |
|  |                     |

|  | Alaskacephale      |
|  |                    |
|  | Pachycephalosaurus |
|  |                    |

|  | Sphaerotholus buchholtzae |
|  |                           |
|  | Sphaerotholus goodwini    |
|  |                           |

|  | Alaskacephale      |
|  |                    |
|  | Pachycephalosaurus |
|  |                    |

|  | Sphaerotholus buchholtzae |
|  |                           |
|  | Sphaerotholus goodwini    |
|  |                           |

|  | Acrotholus audeti   |
|  |                     |
|  | Prenocephale prenes |
|  |                     |

|  | Alaskacephale      |
|  |                    |
|  | Pachycephalosaurus |
|  |                    |

|  | Sphaerotholus buchholtzae |
|  |                           |
|  | Sphaerotholus goodwini    |
|  |                           |

|  | Alaskacephale      |
|  |                    |
|  | Pachycephalosaurus |
|  |                    |

|  | Sphaerotholus buchholtzae |
|  |                           |
|  | Sphaerotholus goodwini    |
|  |                           |

|  | Acrotholus audeti   |
|  |                     |
|  | Prenocephale prenes |
|  |                     |

|  | Alaskacephale      |
|  |                    |
|  | Pachycephalosaurus |
|  |                    |

|  | Sphaerotholus buchholtzae |
|  |                           |
|  | Sphaerotholus goodwini    |
|  |                           |

|  | Alaskacephale      |
|  |                    |
|  | Pachycephalosaurus |
|  |                    |

|  | Sphaerotholus buchholtzae |
|  |                           |
|  | Sphaerotholus goodwini    |
|  |                           |

|  | Acrotholus audeti   |
|  |                     |
|  | Prenocephale prenes |
|  |                     |

|  | Alaskacephale      |
|  |                    |
|  | Pachycephalosaurus |
|  |                    |

|  | Sphaerotholus buchholtzae |
|  |                           |
|  | Sphaerotholus goodwini    |
|  |                           |

|  | Alaskacephale      |
|  |                    |
|  | Pachycephalosaurus |
|  |                    |

|  | Sphaerotholus buchholtzae |
|  |                           |
|  | Sphaerotholus goodwini    |
|  |                           |

|  | Acrotholus audeti   |
|  |                     |
|  | Prenocephale prenes |
|  |                     |

|  | Alaskacephale      |
|  |                    |
|  | Pachycephalosaurus |
|  |                    |

|  | Sphaerotholus buchholtzae |
|  |                           |
|  | Sphaerotholus goodwini    |
|  |                           |

|  | Alaskacephale      |
|  |                    |
|  | Pachycephalosaurus |
|  |                    |

|  | Sphaerotholus buchholtzae |
|  |                           |
|  | Sphaerotholus goodwini    |
|  |                           |

|  | Acrotholus audeti   |
|  |                     |
|  | Prenocephale prenes |
|  |                     |

|  | Alaskacephale      |
|  |                    |
|  | Pachycephalosaurus |
|  |                    |

|  | Sphaerotholus buchholtzae |
|  |                           |
|  | Sphaerotholus goodwini    |
|  |                           |

|  | Alaskacephale      |
|  |                    |
|  | Pachycephalosaurus |
|  |                    |

|  | Sphaerotholus buchholtzae |
|  |                           |
|  | Sphaerotholus goodwini    |
|  |                           |

|  | Acrotholus audeti   |
|  |                     |
|  | Prenocephale prenes |
|  |                     |

|  | Alaskacephale      |
|  |                    |
|  | Pachycephalosaurus |
|  |                    |

|  | Sphaerotholus buchholtzae |
|  |                           |
|  | Sphaerotholus goodwini    |
|  |                           |

|  | Alaskacephale      |
|  |                    |
|  | Pachycephalosaurus |
|  |                    |

|  | Sphaerotholus buchholtzae |
|  |                           |
|  | Sphaerotholus goodwini    |
|  |                           |

|  | Acrotholus audeti   |
|  |                     |
|  | Prenocephale prenes |
|  |                     |

|  | Alaskacephale      |
|  |                    |
|  | Pachycephalosaurus |
|  |                    |

|  | Sphaerotholus buchholtzae |
|  |                           |
|  | Sphaerotholus goodwini    |
|  |                           |

|  | Alaskacephale      |
|  |                    |
|  | Pachycephalosaurus |
|  |                    |

|  | Sphaerotholus buchholtzae |
|  |                           |
|  | Sphaerotholus goodwini    |
|  |                           |

|  | Acrotholus audeti   |
|  |                     |
|  | Prenocephale prenes |
|  |                     |

|  | Alaskacephale      |
|  |                    |
|  | Pachycephalosaurus |
|  |                    |

|  | Sphaerotholus buchholtzae |
|  |                           |
|  | Sphaerotholus goodwini    |
|  |                           |

|  | Alaskacephale      |
|  |                    |
|  | Pachycephalosaurus |
|  |                    |

|  | Sphaerotholus buchholtzae |
|  |                           |
|  | Sphaerotholus goodwini    |
|  |                           |

|  | Acrotholus audeti   |
|  |                     |
|  | Prenocephale prenes |
|  |                     |

|  | Alaskacephale      |
|  |                    |
|  | Pachycephalosaurus |
|  |                    |

|  | Sphaerotholus buchholtzae |
|  |                           |
|  | Sphaerotholus goodwini    |
|  |                           |

|  | Alaskacephale      |
|  |                    |
|  | Pachycephalosaurus |
|  |                    |

|  | Sphaerotholus buchholtzae |
|  |                           |
|  | Sphaerotholus goodwini    |
|  |                           |

|  | Acrotholus audeti   |
|  |                     |
|  | Prenocephale prenes |
|  |                     |

|  | Alaskacephale      |
|  |                    |
|  | Pachycephalosaurus |
|  |                    |

|  | Sphaerotholus buchholtzae |
|  |                           |
|  | Sphaerotholus goodwini    |
|  |                           |

|  | Alaskacephale      |
|  |                    |
|  | Pachycephalosaurus |
|  |                    |

|  | Sphaerotholus buchholtzae |
|  |                           |
|  | Sphaerotholus goodwini    |
|  |                           |

|  | Acrotholus audeti   |
|  |                     |
|  | Prenocephale prenes |
|  |                     |

|  | Alaskacephale      |
|  |                    |
|  | Pachycephalosaurus |
|  |                    |

|  | Sphaerotholus buchholtzae |
|  |                           |
|  | Sphaerotholus goodwini    |
|  |                           |

|  | Alaskacephale      |
|  |                    |
|  | Pachycephalosaurus |
|  |                    |

|  | Sphaerotholus buchholtzae |
|  |                           |
|  | Sphaerotholus goodwini    |
|  |                           |

|  | Acrotholus audeti   |
|  |                     |
|  | Prenocephale prenes |
|  |                     |

|  | Alaskacephale      |
|  |                    |
|  | Pachycephalosaurus |
|  |                    |

|  | Sphaerotholus buchholtzae |
|  |                           |
|  | Sphaerotholus goodwini    |
|  |                           |

|  | Alaskacephale      |
|  |                    |
|  | Pachycephalosaurus |
|  |                    |

|  | Sphaerotholus buchholtzae |
|  |                           |
|  | Sphaerotholus goodwini    |
|  |                           |

|  | Acrotholus audeti   |
|  |                     |
|  | Prenocephale prenes |
|  |                     |

|  | Alaskacephale      |
|  |                    |
|  | Pachycephalosaurus |
|  |                    |

|  | Sphaerotholus buchholtzae |
|  |                           |
|  | Sphaerotholus goodwini    |
|  |                           |

|  | Alaskacephale      |
|  |                    |
|  | Pachycephalosaurus |
|  |                    |

|  | Sphaerotholus buchholtzae |
|  |                           |
|  | Sphaerotholus goodwini    |
|  |                           |

|  | Acrotholus audeti   |
|  |                     |
|  | Prenocephale prenes |
|  |                     |

|  | Alaskacephale      |
|  |                    |
|  | Pachycephalosaurus |
|  |                    |

|  | Sphaerotholus buchholtzae |
|  |                           |
|  | Sphaerotholus goodwini    |
|  |                           |

|  | Alaskacephale      |
|  |                    |
|  | Pachycephalosaurus |
|  |                    |

|  | Sphaerotholus buchholtzae |
|  |                           |
|  | Sphaerotholus goodwini    |
|  |                           |

|  | Acrotholus audeti   |
|  |                     |
|  | Prenocephale prenes |
|  |                     |

|  | Alaskacephale      |
|  |                    |
|  | Pachycephalosaurus |
|  |                    |

|  | Sphaerotholus buchholtzae |
|  |                           |
|  | Sphaerotholus goodwini    |
|  |                           |

|  | Alaskacephale      |
|  |                    |
|  | Pachycephalosaurus |
|  |                    |

|  | Sphaerotholus buchholtzae |
|  |                           |
|  | Sphaerotholus goodwini    |
|  |                           |

|  | Acrotholus audeti   |
|  |                     |
|  | Prenocephale prenes |
|  |                     |

|  | Alaskacephale      |
|  |                    |
|  | Pachycephalosaurus |
|  |                    |

|  | Sphaerotholus buchholtzae |
|  |                           |
|  | Sphaerotholus goodwini    |
|  |                           |

|  | Alaskacephale      |
|  |                    |
|  | Pachycephalosaurus |
|  |                    |

|  | Sphaerotholus buchholtzae |
|  |                           |
|  | Sphaerotholus goodwini    |
|  |                           |

|  | Acrotholus audeti   |
|  |                     |
|  | Prenocephale prenes |
|  |                     |

|  | Alaskacephale      |
|  |                    |
|  | Pachycephalosaurus |
|  |                    |

|  | Sphaerotholus buchholtzae |
|  |                           |
|  | Sphaerotholus goodwini    |
|  |                           |

|  | Alaskacephale      |
|  |                    |
|  | Pachycephalosaurus |
|  |                    |

|  | Sphaerotholus buchholtzae |
|  |                           |
|  | Sphaerotholus goodwini    |
|  |                           |

|  | Acrotholus audeti   |
|  |                     |
|  | Prenocephale prenes |
|  |                     |

|  | Alaskacephale      |
|  |                    |
|  | Pachycephalosaurus |
|  |                    |

|  | Sphaerotholus buchholtzae |
|  |                           |
|  | Sphaerotholus goodwini    |
|  |                           |

|  | Alaskacephale      |
|  |                    |
|  | Pachycephalosaurus |
|  |                    |

|  | Sphaerotholus buchholtzae |
|  |                           |
|  | Sphaerotholus goodwini    |
|  |                           |

|  | Acrotholus audeti   |
|  |                     |
|  | Prenocephale prenes |
|  |                     |

|  | Alaskacephale      |
|  |                    |
|  | Pachycephalosaurus |
|  |                    |

|  | Sphaerotholus buchholtzae |
|  |                           |
|  | Sphaerotholus goodwini    |
|  |                           |

|  | Alaskacephale      |
|  |                    |
|  | Pachycephalosaurus |
|  |                    |

|  | Sphaerotholus buchholtzae |
|  |                           |
|  | Sphaerotholus goodwini    |
|  |                           |

|  | Acrotholus audeti   |
|  |                     |
|  | Prenocephale prenes |
|  |                     |

|  | Alaskacephale      |
|  |                    |
|  | Pachycephalosaurus |
|  |                    |

|  | Sphaerotholus buchholtzae |
|  |                           |
|  | Sphaerotholus goodwini    |
|  |                           |

|  | Alaskacephale      |
|  |                    |
|  | Pachycephalosaurus |
|  |                    |

|  | Sphaerotholus buchholtzae |
|  |                           |
|  | Sphaerotholus goodwini    |
|  |                           |

|  | Colepiocephale           |
|  |                          |
|  | Hanssuesia               |
|  |                          |
|  | Stegoceras novomexicanum |
|  |                          |
|  | Stegoceras validum       |
|  |                          |

|  | Acrotholus audeti   |
|  |                     |
|  | Prenocephale prenes |
|  |                     |

|  | Alaskacephale      |
|  |                    |
|  | Pachycephalosaurus |
|  |                    |

|  | Sphaerotholus buchholtzae |
|  |                           |
|  | Sphaerotholus goodwini    |
|  |                           |

|  | Alaskacephale      |
|  |                    |
|  | Pachycephalosaurus |
|  |                    |

|  | Sphaerotholus buchholtzae |
|  |                           |
|  | Sphaerotholus goodwini    |
|  |                           |

|  | Acrotholus audeti   |
|  |                     |
|  | Prenocephale prenes |
|  |                     |

|  | Alaskacephale      |
|  |                    |
|  | Pachycephalosaurus |
|  |                    |

|  | Sphaerotholus buchholtzae |
|  |                           |
|  | Sphaerotholus goodwini    |
|  |                           |

|  | Alaskacephale      |
|  |                    |
|  | Pachycephalosaurus |
|  |                    |

|  | Sphaerotholus buchholtzae |
|  |                           |
|  | Sphaerotholus goodwini    |
|  |                           |

|  | Acrotholus audeti   |
|  |                     |
|  | Prenocephale prenes |
|  |                     |

|  | Alaskacephale      |
|  |                    |
|  | Pachycephalosaurus |
|  |                    |

|  | Sphaerotholus buchholtzae |
|  |                           |
|  | Sphaerotholus goodwini    |
|  |                           |

|  | Alaskacephale      |
|  |                    |
|  | Pachycephalosaurus |
|  |                    |

|  | Sphaerotholus buchholtzae |
|  |                           |
|  | Sphaerotholus goodwini    |
|  |                           |

|  | Acrotholus audeti   |
|  |                     |
|  | Prenocephale prenes |
|  |                     |

|  | Alaskacephale      |
|  |                    |
|  | Pachycephalosaurus |
|  |                    |

|  | Sphaerotholus buchholtzae |
|  |                           |
|  | Sphaerotholus goodwini    |
|  |                           |

|  | Alaskacephale      |
|  |                    |
|  | Pachycephalosaurus |
|  |                    |

|  | Sphaerotholus buchholtzae |
|  |                           |
|  | Sphaerotholus goodwini    |
|  |                           |

|  | Acrotholus audeti   |
|  |                     |
|  | Prenocephale prenes |
|  |                     |

|  | Alaskacephale      |
|  |                    |
|  | Pachycephalosaurus |
|  |                    |

|  | Sphaerotholus buchholtzae |
|  |                           |
|  | Sphaerotholus goodwini    |
|  |                           |

|  | Alaskacephale      |
|  |                    |
|  | Pachycephalosaurus |
|  |                    |

|  | Sphaerotholus buchholtzae |
|  |                           |
|  | Sphaerotholus goodwini    |
|  |                           |

|  | Acrotholus audeti   |
|  |                     |
|  | Prenocephale prenes |
|  |                     |

|  | Alaskacephale      |
|  |                    |
|  | Pachycephalosaurus |
|  |                    |

|  | Sphaerotholus buchholtzae |
|  |                           |
|  | Sphaerotholus goodwini    |
|  |                           |

|  | Alaskacephale      |
|  |                    |
|  | Pachycephalosaurus |
|  |                    |

|  | Sphaerotholus buchholtzae |
|  |                           |
|  | Sphaerotholus goodwini    |
|  |                           |

|  | Acrotholus audeti   |
|  |                     |
|  | Prenocephale prenes |
|  |                     |

|  | Alaskacephale      |
|  |                    |
|  | Pachycephalosaurus |
|  |                    |

|  | Sphaerotholus buchholtzae |
|  |                           |
|  | Sphaerotholus goodwini    |
|  |                           |

|  | Alaskacephale      |
|  |                    |
|  | Pachycephalosaurus |
|  |                    |

|  | Sphaerotholus buchholtzae |
|  |                           |
|  | Sphaerotholus goodwini    |
|  |                           |

|  | Acrotholus audeti   |
|  |                     |
|  | Prenocephale prenes |
|  |                     |

|  | Alaskacephale      |
|  |                    |
|  | Pachycephalosaurus |
|  |                    |

|  | Sphaerotholus buchholtzae |
|  |                           |
|  | Sphaerotholus goodwini    |
|  |                           |

|  | Alaskacephale      |
|  |                    |
|  | Pachycephalosaurus |
|  |                    |

|  | Sphaerotholus buchholtzae |
|  |                           |
|  | Sphaerotholus goodwini    |
|  |                           |

|  | Acrotholus audeti   |
|  |                     |
|  | Prenocephale prenes |
|  |                     |

|  | Alaskacephale      |
|  |                    |
|  | Pachycephalosaurus |
|  |                    |

|  | Sphaerotholus buchholtzae |
|  |                           |
|  | Sphaerotholus goodwini    |
|  |                           |

|  | Alaskacephale      |
|  |                    |
|  | Pachycephalosaurus |
|  |                    |

|  | Sphaerotholus buchholtzae |
|  |                           |
|  | Sphaerotholus goodwini    |
|  |                           |

|  | Acrotholus audeti   |
|  |                     |
|  | Prenocephale prenes |
|  |                     |

|  | Alaskacephale      |
|  |                    |
|  | Pachycephalosaurus |
|  |                    |

|  | Sphaerotholus buchholtzae |
|  |                           |
|  | Sphaerotholus goodwini    |
|  |                           |

|  | Alaskacephale      |
|  |                    |
|  | Pachycephalosaurus |
|  |                    |

|  | Sphaerotholus buchholtzae |
|  |                           |
|  | Sphaerotholus goodwini    |
|  |                           |

|  | Acrotholus audeti   |
|  |                     |
|  | Prenocephale prenes |
|  |                     |

|  | Alaskacephale      |
|  |                    |
|  | Pachycephalosaurus |
|  |                    |

|  | Sphaerotholus buchholtzae |
|  |                           |
|  | Sphaerotholus goodwini    |
|  |                           |

|  | Alaskacephale      |
|  |                    |
|  | Pachycephalosaurus |
|  |                    |

|  | Sphaerotholus buchholtzae |
|  |                           |
|  | Sphaerotholus goodwini    |
|  |                           |

|  | Acrotholus audeti   |
|  |                     |
|  | Prenocephale prenes |
|  |                     |

|  | Alaskacephale      |
|  |                    |
|  | Pachycephalosaurus |
|  |                    |

|  | Sphaerotholus buchholtzae |
|  |                           |
|  | Sphaerotholus goodwini    |
|  |                           |

|  | Alaskacephale      |
|  |                    |
|  | Pachycephalosaurus |
|  |                    |

|  | Sphaerotholus buchholtzae |
|  |                           |
|  | Sphaerotholus goodwini    |
|  |                           |

|  | Acrotholus audeti   |
|  |                     |
|  | Prenocephale prenes |
|  |                     |

|  | Alaskacephale      |
|  |                    |
|  | Pachycephalosaurus |
|  |                    |

|  | Sphaerotholus buchholtzae |
|  |                           |
|  | Sphaerotholus goodwini    |
|  |                           |

|  | Alaskacephale      |
|  |                    |
|  | Pachycephalosaurus |
|  |                    |

|  | Sphaerotholus buchholtzae |
|  |                           |
|  | Sphaerotholus goodwini    |
|  |                           |

|  | Acrotholus audeti   |
|  |                     |
|  | Prenocephale prenes |
|  |                     |

|  | Alaskacephale      |
|  |                    |
|  | Pachycephalosaurus |
|  |                    |

|  | Sphaerotholus buchholtzae |
|  |                           |
|  | Sphaerotholus goodwini    |
|  |                           |

|  | Alaskacephale      |
|  |                    |
|  | Pachycephalosaurus |
|  |                    |

|  | Sphaerotholus buchholtzae |
|  |                           |
|  | Sphaerotholus goodwini    |
|  |                           |

|  | Acrotholus audeti   |
|  |                     |
|  | Prenocephale prenes |
|  |                     |

|  | Alaskacephale      |
|  |                    |
|  | Pachycephalosaurus |
|  |                    |

|  | Sphaerotholus buchholtzae |
|  |                           |
|  | Sphaerotholus goodwini    |
|  |                           |

|  | Alaskacephale      |
|  |                    |
|  | Pachycephalosaurus |
|  |                    |

|  | Sphaerotholus buchholtzae |
|  |                           |
|  | Sphaerotholus goodwini    |
|  |                           |

|  | Acrotholus audeti   |
|  |                     |
|  | Prenocephale prenes |
|  |                     |

|  | Alaskacephale      |
|  |                    |
|  | Pachycephalosaurus |
|  |                    |

|  | Sphaerotholus buchholtzae |
|  |                           |
|  | Sphaerotholus goodwini    |
|  |                           |

|  | Alaskacephale      |
|  |                    |
|  | Pachycephalosaurus |
|  |                    |

|  | Sphaerotholus buchholtzae |
|  |                           |
|  | Sphaerotholus goodwini    |
|  |                           |

|  | Acrotholus audeti   |
|  |                     |
|  | Prenocephale prenes |
|  |                     |

|  | Alaskacephale      |
|  |                    |
|  | Pachycephalosaurus |
|  |                    |

|  | Sphaerotholus buchholtzae |
|  |                           |
|  | Sphaerotholus goodwini    |
|  |                           |

|  | Alaskacephale      |
|  |                    |
|  | Pachycephalosaurus |
|  |                    |

|  | Sphaerotholus buchholtzae |
|  |                           |
|  | Sphaerotholus goodwini    |
|  |                           |

|  | Acrotholus audeti   |
|  |                     |
|  | Prenocephale prenes |
|  |                     |

|  | Alaskacephale      |
|  |                    |
|  | Pachycephalosaurus |
|  |                    |

|  | Sphaerotholus buchholtzae |
|  |                           |
|  | Sphaerotholus goodwini    |
|  |                           |

|  | Alaskacephale      |
|  |                    |
|  | Pachycephalosaurus |
|  |                    |

|  | Sphaerotholus buchholtzae |
|  |                           |
|  | Sphaerotholus goodwini    |
|  |                           |

|  | Acrotholus audeti   |
|  |                     |
|  | Prenocephale prenes |
|  |                     |

|  | Alaskacephale      |
|  |                    |
|  | Pachycephalosaurus |
|  |                    |

|  | Sphaerotholus buchholtzae |
|  |                           |
|  | Sphaerotholus goodwini    |
|  |                           |

|  | Alaskacephale      |
|  |                    |
|  | Pachycephalosaurus |
|  |                    |

|  | Sphaerotholus buchholtzae |
|  |                           |
|  | Sphaerotholus goodwini    |
|  |                           |

|  | Acrotholus audeti   |
|  |                     |
|  | Prenocephale prenes |
|  |                     |

|  | Alaskacephale      |
|  |                    |
|  | Pachycephalosaurus |
|  |                    |

|  | Sphaerotholus buchholtzae |
|  |                           |
|  | Sphaerotholus goodwini    |
|  |                           |

|  | Alaskacephale      |
|  |                    |
|  | Pachycephalosaurus |
|  |                    |

|  | Sphaerotholus buchholtzae |
|  |                           |
|  | Sphaerotholus goodwini    |
|  |                           |

|  | Acrotholus audeti   |
|  |                     |
|  | Prenocephale prenes |
|  |                     |

|  | Alaskacephale      |
|  |                    |
|  | Pachycephalosaurus |
|  |                    |

|  | Sphaerotholus buchholtzae |
|  |                           |
|  | Sphaerotholus goodwini    |
|  |                           |

|  | Alaskacephale      |
|  |                    |
|  | Pachycephalosaurus |
|  |                    |

|  | Sphaerotholus buchholtzae |
|  |                           |
|  | Sphaerotholus goodwini    |
|  |                           |

|  | Acrotholus audeti   |
|  |                     |
|  | Prenocephale prenes |
|  |                     |

|  | Alaskacephale      |
|  |                    |
|  | Pachycephalosaurus |
|  |                    |

|  | Sphaerotholus buchholtzae |
|  |                           |
|  | Sphaerotholus goodwini    |
|  |                           |

|  | Alaskacephale      |
|  |                    |
|  | Pachycephalosaurus |
|  |                    |

|  | Sphaerotholus buchholtzae |
|  |                           |
|  | Sphaerotholus goodwini    |
|  |                           |

|  | Acrotholus audeti   |
|  |                     |
|  | Prenocephale prenes |
|  |                     |

|  | Alaskacephale      |
|  |                    |
|  | Pachycephalosaurus |
|  |                    |

|  | Sphaerotholus buchholtzae |
|  |                           |
|  | Sphaerotholus goodwini    |
|  |                           |

|  | Alaskacephale      |
|  |                    |
|  | Pachycephalosaurus |
|  |                    |

|  | Sphaerotholus buchholtzae |
|  |                           |
|  | Sphaerotholus goodwini    |
|  |                           |

|  | Acrotholus audeti   |
|  |                     |
|  | Prenocephale prenes |
|  |                     |

|  | Alaskacephale      |
|  |                    |
|  | Pachycephalosaurus |
|  |                    |

|  | Sphaerotholus buchholtzae |
|  |                           |
|  | Sphaerotholus goodwini    |
|  |                           |

|  | Alaskacephale      |
|  |                    |
|  | Pachycephalosaurus |
|  |                    |

|  | Sphaerotholus buchholtzae |
|  |                           |
|  | Sphaerotholus goodwini    |
|  |                           |

|  | Acrotholus audeti   |
|  |                     |
|  | Prenocephale prenes |
|  |                     |

|  | Alaskacephale      |
|  |                    |
|  | Pachycephalosaurus |
|  |                    |

|  | Sphaerotholus buchholtzae |
|  |                           |
|  | Sphaerotholus goodwini    |
|  |                           |

|  | Alaskacephale      |
|  |                    |
|  | Pachycephalosaurus |
|  |                    |

|  | Sphaerotholus buchholtzae |
|  |                           |
|  | Sphaerotholus goodwini    |
|  |                           |

|  | Acrotholus audeti   |
|  |                     |
|  | Prenocephale prenes |
|  |                     |

|  | Alaskacephale      |
|  |                    |
|  | Pachycephalosaurus |
|  |                    |

|  | Sphaerotholus buchholtzae |
|  |                           |
|  | Sphaerotholus goodwini    |
|  |                           |

|  | Alaskacephale      |
|  |                    |
|  | Pachycephalosaurus |
|  |                    |

|  | Sphaerotholus buchholtzae |
|  |                           |
|  | Sphaerotholus goodwini    |
|  |                           |

|  | Acrotholus audeti   |
|  |                     |
|  | Prenocephale prenes |
|  |                     |

|  | Alaskacephale      |
|  |                    |
|  | Pachycephalosaurus |
|  |                    |

|  | Sphaerotholus buchholtzae |
|  |                           |
|  | Sphaerotholus goodwini    |
|  |                           |

|  | Alaskacephale      |
|  |                    |
|  | Pachycephalosaurus |
|  |                    |

|  | Sphaerotholus buchholtzae |
|  |                           |
|  | Sphaerotholus goodwini    |
|  |                           |

|  | Acrotholus audeti   |
|  |                     |
|  | Prenocephale prenes |
|  |                     |

|  | Alaskacephale      |
|  |                    |
|  | Pachycephalosaurus |
|  |                    |

|  | Sphaerotholus buchholtzae |
|  |                           |
|  | Sphaerotholus goodwini    |
|  |                           |

|  | Alaskacephale      |
|  |                    |
|  | Pachycephalosaurus |
|  |                    |

|  | Sphaerotholus buchholtzae |
|  |                           |
|  | Sphaerotholus goodwini    |
|  |                           |

|  | Acrotholus audeti   |
|  |                     |
|  | Prenocephale prenes |
|  |                     |

|  | Alaskacephale      |
|  |                    |
|  | Pachycephalosaurus |
|  |                    |

|  | Sphaerotholus buchholtzae |
|  |                           |
|  | Sphaerotholus goodwini    |
|  |                           |

|  | Alaskacephale      |
|  |                    |
|  | Pachycephalosaurus |
|  |                    |

|  | Sphaerotholus buchholtzae |
|  |                           |
|  | Sphaerotholus goodwini    |
|  |                           |

|  | Acrotholus audeti   |
|  |                     |
|  | Prenocephale prenes |
|  |                     |

|  | Alaskacephale      |
|  |                    |
|  | Pachycephalosaurus |
|  |                    |

|  | Sphaerotholus buchholtzae |
|  |                           |
|  | Sphaerotholus goodwini    |
|  |                           |

|  | Alaskacephale      |
|  |                    |
|  | Pachycephalosaurus |
|  |                    |

|  | Sphaerotholus buchholtzae |
|  |                           |
|  | Sphaerotholus goodwini    |
|  |                           |

|  | Acrotholus audeti   |
|  |                     |
|  | Prenocephale prenes |
|  |                     |

|  | Alaskacephale      |
|  |                    |
|  | Pachycephalosaurus |
|  |                    |

|  | Sphaerotholus buchholtzae |
|  |                           |
|  | Sphaerotholus goodwini    |
|  |                           |

|  | Alaskacephale      |
|  |                    |
|  | Pachycephalosaurus |
|  |                    |

|  | Sphaerotholus buchholtzae |
|  |                           |
|  | Sphaerotholus goodwini    |
|  |                           |

|  | Acrotholus audeti   |
|  |                     |
|  | Prenocephale prenes |
|  |                     |

|  | Alaskacephale      |
|  |                    |
|  | Pachycephalosaurus |
|  |                    |

|  | Sphaerotholus buchholtzae |
|  |                           |
|  | Sphaerotholus goodwini    |
|  |                           |

|  | Alaskacephale      |
|  |                    |
|  | Pachycephalosaurus |
|  |                    |

|  | Sphaerotholus buchholtzae |
|  |                           |
|  | Sphaerotholus goodwini    |
|  |                           |

|  | Acrotholus audeti   |
|  |                     |
|  | Prenocephale prenes |
|  |                     |

|  | Alaskacephale      |
|  |                    |
|  | Pachycephalosaurus |
|  |                    |

|  | Sphaerotholus buchholtzae |
|  |                           |
|  | Sphaerotholus goodwini    |
|  |                           |

|  | Alaskacephale      |
|  |                    |
|  | Pachycephalosaurus |
|  |                    |

|  | Sphaerotholus buchholtzae |
|  |                           |
|  | Sphaerotholus goodwini    |
|  |                           |

|  | Acrotholus audeti   |
|  |                     |
|  | Prenocephale prenes |
|  |                     |

|  | Alaskacephale      |
|  |                    |
|  | Pachycephalosaurus |
|  |                    |

|  | Sphaerotholus buchholtzae |
|  |                           |
|  | Sphaerotholus goodwini    |
|  |                           |

|  | Alaskacephale      |
|  |                    |
|  | Pachycephalosaurus |
|  |                    |

|  | Sphaerotholus buchholtzae |
|  |                           |
|  | Sphaerotholus goodwini    |
|  |                           |

|  | Acrotholus audeti   |
|  |                     |
|  | Prenocephale prenes |
|  |                     |

|  | Alaskacephale      |
|  |                    |
|  | Pachycephalosaurus |
|  |                    |

|  | Sphaerotholus buchholtzae |
|  |                           |
|  | Sphaerotholus goodwini    |
|  |                           |

|  | Alaskacephale      |
|  |                    |
|  | Pachycephalosaurus |
|  |                    |

|  | Sphaerotholus buchholtzae |
|  |                           |
|  | Sphaerotholus goodwini    |
|  |                           |

|  | Acrotholus audeti   |
|  |                     |
|  | Prenocephale prenes |
|  |                     |

|  | Alaskacephale      |
|  |                    |
|  | Pachycephalosaurus |
|  |                    |

|  | Sphaerotholus buchholtzae |
|  |                           |
|  | Sphaerotholus goodwini    |
|  |                           |

|  | Alaskacephale      |
|  |                    |
|  | Pachycephalosaurus |
|  |                    |

|  | Sphaerotholus buchholtzae |
|  |                           |
|  | Sphaerotholus goodwini    |
|  |                           |

|  | Acrotholus audeti   |
|  |                     |
|  | Prenocephale prenes |
|  |                     |

|  | Alaskacephale      |
|  |                    |
|  | Pachycephalosaurus |
|  |                    |

|  | Sphaerotholus buchholtzae |
|  |                           |
|  | Sphaerotholus goodwini    |
|  |                           |

|  | Alaskacephale      |
|  |                    |
|  | Pachycephalosaurus |
|  |                    |

|  | Sphaerotholus buchholtzae |
|  |                           |
|  | Sphaerotholus goodwini    |
|  |                           |

|  | Acrotholus audeti   |
|  |                     |
|  | Prenocephale prenes |
|  |                     |

|  | Alaskacephale      |
|  |                    |
|  | Pachycephalosaurus |
|  |                    |

|  | Sphaerotholus buchholtzae |
|  |                           |
|  | Sphaerotholus goodwini    |
|  |                           |

|  | Alaskacephale      |
|  |                    |
|  | Pachycephalosaurus |
|  |                    |

|  | Sphaerotholus buchholtzae |
|  |                           |
|  | Sphaerotholus goodwini    |
|  |                           |

|  | Acrotholus audeti   |
|  |                     |
|  | Prenocephale prenes |
|  |                     |

|  | Alaskacephale      |
|  |                    |
|  | Pachycephalosaurus |
|  |                    |

|  | Sphaerotholus buchholtzae |
|  |                           |
|  | Sphaerotholus goodwini    |
|  |                           |

|  | Alaskacephale      |
|  |                    |
|  | Pachycephalosaurus |
|  |                    |

|  | Sphaerotholus buchholtzae |
|  |                           |
|  | Sphaerotholus goodwini    |
|  |                           |

|  | Acrotholus audeti   |
|  |                     |
|  | Prenocephale prenes |
|  |                     |

|  | Alaskacephale      |
|  |                    |
|  | Pachycephalosaurus |
|  |                    |

|  | Sphaerotholus buchholtzae |
|  |                           |
|  | Sphaerotholus goodwini    |
|  |                           |

|  | Alaskacephale      |
|  |                    |
|  | Pachycephalosaurus |
|  |                    |

|  | Sphaerotholus buchholtzae |
|  |                           |
|  | Sphaerotholus goodwini    |
|  |                           |

|  | Acrotholus audeti   |
|  |                     |
|  | Prenocephale prenes |
|  |                     |

|  | Alaskacephale      |
|  |                    |
|  | Pachycephalosaurus |
|  |                    |

|  | Sphaerotholus buchholtzae |
|  |                           |
|  | Sphaerotholus goodwini    |
|  |                           |

|  | Alaskacephale      |
|  |                    |
|  | Pachycephalosaurus |
|  |                    |

|  | Sphaerotholus buchholtzae |
|  |                           |
|  | Sphaerotholus goodwini    |
|  |                           |

|  | Acrotholus audeti   |
|  |                     |
|  | Prenocephale prenes |
|  |                     |

|  | Alaskacephale      |
|  |                    |
|  | Pachycephalosaurus |
|  |                    |

|  | Sphaerotholus buchholtzae |
|  |                           |
|  | Sphaerotholus goodwini    |
|  |                           |

|  | Alaskacephale      |
|  |                    |
|  | Pachycephalosaurus |
|  |                    |

|  | Sphaerotholus buchholtzae |
|  |                           |
|  | Sphaerotholus goodwini    |
|  |                           |

|  | Acrotholus audeti   |
|  |                     |
|  | Prenocephale prenes |
|  |                     |

|  | Alaskacephale      |
|  |                    |
|  | Pachycephalosaurus |
|  |                    |

|  | Sphaerotholus buchholtzae |
|  |                           |
|  | Sphaerotholus goodwini    |
|  |                           |

|  | Alaskacephale      |
|  |                    |
|  | Pachycephalosaurus |
|  |                    |

|  | Sphaerotholus buchholtzae |
|  |                           |
|  | Sphaerotholus goodwini    |
|  |                           |

|  | Acrotholus audeti   |
|  |                     |
|  | Prenocephale prenes |
|  |                     |

|  | Alaskacephale      |
|  |                    |
|  | Pachycephalosaurus |
|  |                    |

|  | Sphaerotholus buchholtzae |
|  |                           |
|  | Sphaerotholus goodwini    |
|  |                           |

|  | Alaskacephale      |
|  |                    |
|  | Pachycephalosaurus |
|  |                    |

|  | Sphaerotholus buchholtzae |
|  |                           |
|  | Sphaerotholus goodwini    |
|  |                           |

|  | Acrotholus audeti   |
|  |                     |
|  | Prenocephale prenes |
|  |                     |

|  | Alaskacephale      |
|  |                    |
|  | Pachycephalosaurus |
|  |                    |

|  | Sphaerotholus buchholtzae |
|  |                           |
|  | Sphaerotholus goodwini    |
|  |                           |

|  | Alaskacephale      |
|  |                    |
|  | Pachycephalosaurus |
|  |                    |

|  | Sphaerotholus buchholtzae |
|  |                           |
|  | Sphaerotholus goodwini    |
|  |                           |

|  | Acrotholus audeti   |
|  |                     |
|  | Prenocephale prenes |
|  |                     |

|  | Alaskacephale      |
|  |                    |
|  | Pachycephalosaurus |
|  |                    |

|  | Sphaerotholus buchholtzae |
|  |                           |
|  | Sphaerotholus goodwini    |
|  |                           |

|  | Alaskacephale      |
|  |                    |
|  | Pachycephalosaurus |
|  |                    |

|  | Sphaerotholus buchholtzae |
|  |                           |
|  | Sphaerotholus goodwini    |
|  |                           |

|  | Acrotholus audeti   |
|  |                     |
|  | Prenocephale prenes |
|  |                     |

|  | Alaskacephale      |
|  |                    |
|  | Pachycephalosaurus |
|  |                    |

|  | Sphaerotholus buchholtzae |
|  |                           |
|  | Sphaerotholus goodwini    |
|  |                           |

|  | Alaskacephale      |
|  |                    |
|  | Pachycephalosaurus |
|  |                    |

|  | Sphaerotholus buchholtzae |
|  |                           |
|  | Sphaerotholus goodwini    |
|  |                           |

|  | Acrotholus audeti   |
|  |                     |
|  | Prenocephale prenes |
|  |                     |

|  | Alaskacephale      |
|  |                    |
|  | Pachycephalosaurus |
|  |                    |

|  | Sphaerotholus buchholtzae |
|  |                           |
|  | Sphaerotholus goodwini    |
|  |                           |

|  | Alaskacephale      |
|  |                    |
|  | Pachycephalosaurus |
|  |                    |

|  | Sphaerotholus buchholtzae |
|  |                           |
|  | Sphaerotholus goodwini    |
|  |                           |

|  | Acrotholus audeti   |
|  |                     |
|  | Prenocephale prenes |
|  |                     |

|  | Alaskacephale      |
|  |                    |
|  | Pachycephalosaurus |
|  |                    |

|  | Sphaerotholus buchholtzae |
|  |                           |
|  | Sphaerotholus goodwini    |
|  |                           |

|  | Alaskacephale      |
|  |                    |
|  | Pachycephalosaurus |
|  |                    |

|  | Sphaerotholus buchholtzae |
|  |                           |
|  | Sphaerotholus goodwini    |
|  |                           |

|  | Acrotholus audeti   |
|  |                     |
|  | Prenocephale prenes |
|  |                     |

|  | Alaskacephale      |
|  |                    |
|  | Pachycephalosaurus |
|  |                    |

|  | Sphaerotholus buchholtzae |
|  |                           |
|  | Sphaerotholus goodwini    |
|  |                           |

|  | Alaskacephale      |
|  |                    |
|  | Pachycephalosaurus |
|  |                    |

|  | Sphaerotholus buchholtzae |
|  |                           |
|  | Sphaerotholus goodwini    |
|  |                           |

|  | Acrotholus audeti   |
|  |                     |
|  | Prenocephale prenes |
|  |                     |

|  | Alaskacephale      |
|  |                    |
|  | Pachycephalosaurus |
|  |                    |

|  | Sphaerotholus buchholtzae |
|  |                           |
|  | Sphaerotholus goodwini    |
|  |                           |

|  | Alaskacephale      |
|  |                    |
|  | Pachycephalosaurus |
|  |                    |

|  | Sphaerotholus buchholtzae |
|  |                           |
|  | Sphaerotholus goodwini    |
|  |                           |

|  | Acrotholus audeti   |
|  |                     |
|  | Prenocephale prenes |
|  |                     |

|  | Alaskacephale      |
|  |                    |
|  | Pachycephalosaurus |
|  |                    |

|  | Sphaerotholus buchholtzae |
|  |                           |
|  | Sphaerotholus goodwini    |
|  |                           |

|  | Alaskacephale      |
|  |                    |
|  | Pachycephalosaurus |
|  |                    |

|  | Sphaerotholus buchholtzae |
|  |                           |
|  | Sphaerotholus goodwini    |
|  |                           |

|  | Acrotholus audeti   |
|  |                     |
|  | Prenocephale prenes |
|  |                     |

|  | Alaskacephale      |
|  |                    |
|  | Pachycephalosaurus |
|  |                    |

|  | Sphaerotholus buchholtzae |
|  |                           |
|  | Sphaerotholus goodwini    |
|  |                           |

|  | Alaskacephale      |
|  |                    |
|  | Pachycephalosaurus |
|  |                    |

|  | Sphaerotholus buchholtzae |
|  |                           |
|  | Sphaerotholus goodwini    |
|  |                           |

|  | Acrotholus audeti   |
|  |                     |
|  | Prenocephale prenes |
|  |                     |

|  | Alaskacephale      |
|  |                    |
|  | Pachycephalosaurus |
|  |                    |

|  | Sphaerotholus buchholtzae |
|  |                           |
|  | Sphaerotholus goodwini    |
|  |                           |

|  | Alaskacephale      |
|  |                    |
|  | Pachycephalosaurus |
|  |                    |

|  | Sphaerotholus buchholtzae |
|  |                           |
|  | Sphaerotholus goodwini    |
|  |                           |

|  | Acrotholus audeti   |
|  |                     |
|  | Prenocephale prenes |
|  |                     |

|  | Alaskacephale      |
|  |                    |
|  | Pachycephalosaurus |
|  |                    |

|  | Sphaerotholus buchholtzae |
|  |                           |
|  | Sphaerotholus goodwini    |
|  |                           |

|  | Alaskacephale      |
|  |                    |
|  | Pachycephalosaurus |
|  |                    |

|  | Sphaerotholus buchholtzae |
|  |                           |
|  | Sphaerotholus goodwini    |
|  |                           |

|  | Acrotholus audeti   |
|  |                     |
|  | Prenocephale prenes |
|  |                     |

|  | Alaskacephale      |
|  |                    |
|  | Pachycephalosaurus |
|  |                    |

|  | Sphaerotholus buchholtzae |
|  |                           |
|  | Sphaerotholus goodwini    |
|  |                           |

|  | Alaskacephale      |
|  |                    |
|  | Pachycephalosaurus |
|  |                    |

|  | Sphaerotholus buchholtzae |
|  |                           |
|  | Sphaerotholus goodwini    |
|  |                           |

|  | Acrotholus audeti   |
|  |                     |
|  | Prenocephale prenes |
|  |                     |

|  | Alaskacephale      |
|  |                    |
|  | Pachycephalosaurus |
|  |                    |

|  | Sphaerotholus buchholtzae |
|  |                           |
|  | Sphaerotholus goodwini    |
|  |                           |

|  | Alaskacephale      |
|  |                    |
|  | Pachycephalosaurus |
|  |                    |

|  | Sphaerotholus buchholtzae |
|  |                           |
|  | Sphaerotholus goodwini    |
|  |                           |

|  | Acrotholus audeti   |
|  |                     |
|  | Prenocephale prenes |
|  |                     |

|  | Alaskacephale      |
|  |                    |
|  | Pachycephalosaurus |
|  |                    |

|  | Sphaerotholus buchholtzae |
|  |                           |
|  | Sphaerotholus goodwini    |
|  |                           |

|  | Alaskacephale      |
|  |                    |
|  | Pachycephalosaurus |
|  |                    |

|  | Sphaerotholus buchholtzae |
|  |                           |
|  | Sphaerotholus goodwini    |
|  |                           |

|  | Acrotholus audeti   |
|  |                     |
|  | Prenocephale prenes |
|  |                     |

|  | Alaskacephale      |
|  |                    |
|  | Pachycephalosaurus |
|  |                    |

|  | Sphaerotholus buchholtzae |
|  |                           |
|  | Sphaerotholus goodwini    |
|  |                           |

|  | Alaskacephale      |
|  |                    |
|  | Pachycephalosaurus |
|  |                    |

|  | Sphaerotholus buchholtzae |
|  |                           |
|  | Sphaerotholus goodwini    |
|  |                           |

|  | Acrotholus audeti   |
|  |                     |
|  | Prenocephale prenes |
|  |                     |

|  | Alaskacephale      |
|  |                    |
|  | Pachycephalosaurus |
|  |                    |

|  | Sphaerotholus buchholtzae |
|  |                           |
|  | Sphaerotholus goodwini    |
|  |                           |

|  | Alaskacephale      |
|  |                    |
|  | Pachycephalosaurus |
|  |                    |

|  | Sphaerotholus buchholtzae |
|  |                           |
|  | Sphaerotholus goodwini    |
|  |                           |

|  | Acrotholus audeti   |
|  |                     |
|  | Prenocephale prenes |
|  |                     |

|  | Alaskacephale      |
|  |                    |
|  | Pachycephalosaurus |
|  |                    |

|  | Sphaerotholus buchholtzae |
|  |                           |
|  | Sphaerotholus goodwini    |
|  |                           |

|  | Alaskacephale      |
|  |                    |
|  | Pachycephalosaurus |
|  |                    |

|  | Sphaerotholus buchholtzae |
|  |                           |
|  | Sphaerotholus goodwini    |
|  |                           |

|  | Acrotholus audeti   |
|  |                     |
|  | Prenocephale prenes |
|  |                     |

|  | Alaskacephale      |
|  |                    |
|  | Pachycephalosaurus |
|  |                    |

|  | Sphaerotholus buchholtzae |
|  |                           |
|  | Sphaerotholus goodwini    |
|  |                           |

|  | Alaskacephale      |
|  |                    |
|  | Pachycephalosaurus |
|  |                    |

|  | Sphaerotholus buchholtzae |
|  |                           |
|  | Sphaerotholus goodwini    |
|  |                           |

|  | Acrotholus audeti   |
|  |                     |
|  | Prenocephale prenes |
|  |                     |

|  | Alaskacephale      |
|  |                    |
|  | Pachycephalosaurus |
|  |                    |

|  | Sphaerotholus buchholtzae |
|  |                           |
|  | Sphaerotholus goodwini    |
|  |                           |

|  | Alaskacephale      |
|  |                    |
|  | Pachycephalosaurus |
|  |                    |

|  | Sphaerotholus buchholtzae |
|  |                           |
|  | Sphaerotholus goodwini    |
|  |                           |

|  | Acrotholus audeti   |
|  |                     |
|  | Prenocephale prenes |
|  |                     |

|  | Alaskacephale      |
|  |                    |
|  | Pachycephalosaurus |
|  |                    |

|  | Sphaerotholus buchholtzae |
|  |                           |
|  | Sphaerotholus goodwini    |
|  |                           |

|  | Alaskacephale      |
|  |                    |
|  | Pachycephalosaurus |
|  |                    |

|  | Sphaerotholus buchholtzae |
|  |                           |
|  | Sphaerotholus goodwini    |
|  |                           |

|  | Colepiocephale           |
|  |                          |
|  | Hanssuesia               |
|  |                          |
|  | Stegoceras novomexicanum |
|  |                          |
|  | Stegoceras validum       |
|  |                          |

|  | Acrotholus audeti   |
|  |                     |
|  | Prenocephale prenes |
|  |                     |

|  | Alaskacephale      |
|  |                    |
|  | Pachycephalosaurus |
|  |                    |

|  | Sphaerotholus buchholtzae |
|  |                           |
|  | Sphaerotholus goodwini    |
|  |                           |

|  | Alaskacephale      |
|  |                    |
|  | Pachycephalosaurus |
|  |                    |

|  | Sphaerotholus buchholtzae |
|  |                           |
|  | Sphaerotholus goodwini    |
|  |                           |

|  | Acrotholus audeti   |
|  |                     |
|  | Prenocephale prenes |
|  |                     |

|  | Alaskacephale      |
|  |                    |
|  | Pachycephalosaurus |
|  |                    |

|  | Sphaerotholus buchholtzae |
|  |                           |
|  | Sphaerotholus goodwini    |
|  |                           |

|  | Alaskacephale      |
|  |                    |
|  | Pachycephalosaurus |
|  |                    |

|  | Sphaerotholus buchholtzae |
|  |                           |
|  | Sphaerotholus goodwini    |
|  |                           |

|  | Acrotholus audeti   |
|  |                     |
|  | Prenocephale prenes |
|  |                     |

|  | Alaskacephale      |
|  |                    |
|  | Pachycephalosaurus |
|  |                    |

|  | Sphaerotholus buchholtzae |
|  |                           |
|  | Sphaerotholus goodwini    |
|  |                           |

|  | Alaskacephale      |
|  |                    |
|  | Pachycephalosaurus |
|  |                    |

|  | Sphaerotholus buchholtzae |
|  |                           |
|  | Sphaerotholus goodwini    |
|  |                           |

|  | Acrotholus audeti   |
|  |                     |
|  | Prenocephale prenes |
|  |                     |

|  | Alaskacephale      |
|  |                    |
|  | Pachycephalosaurus |
|  |                    |

|  | Sphaerotholus buchholtzae |
|  |                           |
|  | Sphaerotholus goodwini    |
|  |                           |

|  | Alaskacephale      |
|  |                    |
|  | Pachycephalosaurus |
|  |                    |

|  | Sphaerotholus buchholtzae |
|  |                           |
|  | Sphaerotholus goodwini    |
|  |                           |

|  | Acrotholus audeti   |
|  |                     |
|  | Prenocephale prenes |
|  |                     |

|  | Alaskacephale      |
|  |                    |
|  | Pachycephalosaurus |
|  |                    |

|  | Sphaerotholus buchholtzae |
|  |                           |
|  | Sphaerotholus goodwini    |
|  |                           |

|  | Alaskacephale      |
|  |                    |
|  | Pachycephalosaurus |
|  |                    |

|  | Sphaerotholus buchholtzae |
|  |                           |
|  | Sphaerotholus goodwini    |
|  |                           |

|  | Acrotholus audeti   |
|  |                     |
|  | Prenocephale prenes |
|  |                     |

|  | Alaskacephale      |
|  |                    |
|  | Pachycephalosaurus |
|  |                    |

|  | Sphaerotholus buchholtzae |
|  |                           |
|  | Sphaerotholus goodwini    |
|  |                           |

|  | Alaskacephale      |
|  |                    |
|  | Pachycephalosaurus |
|  |                    |

|  | Sphaerotholus buchholtzae |
|  |                           |
|  | Sphaerotholus goodwini    |
|  |                           |

|  | Acrotholus audeti   |
|  |                     |
|  | Prenocephale prenes |
|  |                     |

|  | Alaskacephale      |
|  |                    |
|  | Pachycephalosaurus |
|  |                    |

|  | Sphaerotholus buchholtzae |
|  |                           |
|  | Sphaerotholus goodwini    |
|  |                           |

|  | Alaskacephale      |
|  |                    |
|  | Pachycephalosaurus |
|  |                    |

|  | Sphaerotholus buchholtzae |
|  |                           |
|  | Sphaerotholus goodwini    |
|  |                           |

|  | Acrotholus audeti   |
|  |                     |
|  | Prenocephale prenes |
|  |                     |

|  | Alaskacephale      |
|  |                    |
|  | Pachycephalosaurus |
|  |                    |

|  | Sphaerotholus buchholtzae |
|  |                           |
|  | Sphaerotholus goodwini    |
|  |                           |

|  | Alaskacephale      |
|  |                    |
|  | Pachycephalosaurus |
|  |                    |

|  | Sphaerotholus buchholtzae |
|  |                           |
|  | Sphaerotholus goodwini    |
|  |                           |

|  | Acrotholus audeti   |
|  |                     |
|  | Prenocephale prenes |
|  |                     |

|  | Alaskacephale      |
|  |                    |
|  | Pachycephalosaurus |
|  |                    |

|  | Sphaerotholus buchholtzae |
|  |                           |
|  | Sphaerotholus goodwini    |
|  |                           |

|  | Alaskacephale      |
|  |                    |
|  | Pachycephalosaurus |
|  |                    |

|  | Sphaerotholus buchholtzae |
|  |                           |
|  | Sphaerotholus goodwini    |
|  |                           |

|  | Acrotholus audeti   |
|  |                     |
|  | Prenocephale prenes |
|  |                     |

|  | Alaskacephale      |
|  |                    |
|  | Pachycephalosaurus |
|  |                    |

|  | Sphaerotholus buchholtzae |
|  |                           |
|  | Sphaerotholus goodwini    |
|  |                           |

|  | Alaskacephale      |
|  |                    |
|  | Pachycephalosaurus |
|  |                    |

|  | Sphaerotholus buchholtzae |
|  |                           |
|  | Sphaerotholus goodwini    |
|  |                           |

|  | Acrotholus audeti   |
|  |                     |
|  | Prenocephale prenes |
|  |                     |

|  | Alaskacephale      |
|  |                    |
|  | Pachycephalosaurus |
|  |                    |

|  | Sphaerotholus buchholtzae |
|  |                           |
|  | Sphaerotholus goodwini    |
|  |                           |

|  | Alaskacephale      |
|  |                    |
|  | Pachycephalosaurus |
|  |                    |

|  | Sphaerotholus buchholtzae |
|  |                           |
|  | Sphaerotholus goodwini    |
|  |                           |

|  | Acrotholus audeti   |
|  |                     |
|  | Prenocephale prenes |
|  |                     |

|  | Alaskacephale      |
|  |                    |
|  | Pachycephalosaurus |
|  |                    |

|  | Sphaerotholus buchholtzae |
|  |                           |
|  | Sphaerotholus goodwini    |
|  |                           |

|  | Alaskacephale      |
|  |                    |
|  | Pachycephalosaurus |
|  |                    |

|  | Sphaerotholus buchholtzae |
|  |                           |
|  | Sphaerotholus goodwini    |
|  |                           |

|  | Acrotholus audeti   |
|  |                     |
|  | Prenocephale prenes |
|  |                     |

|  | Alaskacephale      |
|  |                    |
|  | Pachycephalosaurus |
|  |                    |

|  | Sphaerotholus buchholtzae |
|  |                           |
|  | Sphaerotholus goodwini    |
|  |                           |

|  | Alaskacephale      |
|  |                    |
|  | Pachycephalosaurus |
|  |                    |

|  | Sphaerotholus buchholtzae |
|  |                           |
|  | Sphaerotholus goodwini    |
|  |                           |

|  | Acrotholus audeti   |
|  |                     |
|  | Prenocephale prenes |
|  |                     |

|  | Alaskacephale      |
|  |                    |
|  | Pachycephalosaurus |
|  |                    |

|  | Sphaerotholus buchholtzae |
|  |                           |
|  | Sphaerotholus goodwini    |
|  |                           |

|  | Alaskacephale      |
|  |                    |
|  | Pachycephalosaurus |
|  |                    |

|  | Sphaerotholus buchholtzae |
|  |                           |
|  | Sphaerotholus goodwini    |
|  |                           |

|  | Acrotholus audeti   |
|  |                     |
|  | Prenocephale prenes |
|  |                     |

|  | Alaskacephale      |
|  |                    |
|  | Pachycephalosaurus |
|  |                    |

|  | Sphaerotholus buchholtzae |
|  |                           |
|  | Sphaerotholus goodwini    |
|  |                           |

|  | Alaskacephale      |
|  |                    |
|  | Pachycephalosaurus |
|  |                    |

|  | Sphaerotholus buchholtzae |
|  |                           |
|  | Sphaerotholus goodwini    |
|  |                           |

|  | Acrotholus audeti   |
|  |                     |
|  | Prenocephale prenes |
|  |                     |

|  | Alaskacephale      |
|  |                    |
|  | Pachycephalosaurus |
|  |                    |

|  | Sphaerotholus buchholtzae |
|  |                           |
|  | Sphaerotholus goodwini    |
|  |                           |

|  | Alaskacephale      |
|  |                    |
|  | Pachycephalosaurus |
|  |                    |

|  | Sphaerotholus buchholtzae |
|  |                           |
|  | Sphaerotholus goodwini    |
|  |                           |

|  | Acrotholus audeti   |
|  |                     |
|  | Prenocephale prenes |
|  |                     |

|  | Alaskacephale      |
|  |                    |
|  | Pachycephalosaurus |
|  |                    |

|  | Sphaerotholus buchholtzae |
|  |                           |
|  | Sphaerotholus goodwini    |
|  |                           |

|  | Alaskacephale      |
|  |                    |
|  | Pachycephalosaurus |
|  |                    |

|  | Sphaerotholus buchholtzae |
|  |                           |
|  | Sphaerotholus goodwini    |
|  |                           |

|  | Acrotholus audeti   |
|  |                     |
|  | Prenocephale prenes |
|  |                     |

|  | Alaskacephale      |
|  |                    |
|  | Pachycephalosaurus |
|  |                    |

|  | Sphaerotholus buchholtzae |
|  |                           |
|  | Sphaerotholus goodwini    |
|  |                           |

|  | Alaskacephale      |
|  |                    |
|  | Pachycephalosaurus |
|  |                    |

|  | Sphaerotholus buchholtzae |
|  |                           |
|  | Sphaerotholus goodwini    |
|  |                           |

|  | Acrotholus audeti   |
|  |                     |
|  | Prenocephale prenes |
|  |                     |

|  | Alaskacephale      |
|  |                    |
|  | Pachycephalosaurus |
|  |                    |

|  | Sphaerotholus buchholtzae |
|  |                           |
|  | Sphaerotholus goodwini    |
|  |                           |

|  | Alaskacephale      |
|  |                    |
|  | Pachycephalosaurus |
|  |                    |

|  | Sphaerotholus buchholtzae |
|  |                           |
|  | Sphaerotholus goodwini    |
|  |                           |

|  | Acrotholus audeti   |
|  |                     |
|  | Prenocephale prenes |
|  |                     |

|  | Alaskacephale      |
|  |                    |
|  | Pachycephalosaurus |
|  |                    |

|  | Sphaerotholus buchholtzae |
|  |                           |
|  | Sphaerotholus goodwini    |
|  |                           |

|  | Alaskacephale      |
|  |                    |
|  | Pachycephalosaurus |
|  |                    |

|  | Sphaerotholus buchholtzae |
|  |                           |
|  | Sphaerotholus goodwini    |
|  |                           |

|  | Acrotholus audeti   |
|  |                     |
|  | Prenocephale prenes |
|  |                     |

|  | Alaskacephale      |
|  |                    |
|  | Pachycephalosaurus |
|  |                    |

|  | Sphaerotholus buchholtzae |
|  |                           |
|  | Sphaerotholus goodwini    |
|  |                           |

|  | Alaskacephale      |
|  |                    |
|  | Pachycephalosaurus |
|  |                    |

|  | Sphaerotholus buchholtzae |
|  |                           |
|  | Sphaerotholus goodwini    |
|  |                           |

|  | Acrotholus audeti   |
|  |                     |
|  | Prenocephale prenes |
|  |                     |

|  | Alaskacephale      |
|  |                    |
|  | Pachycephalosaurus |
|  |                    |

|  | Sphaerotholus buchholtzae |
|  |                           |
|  | Sphaerotholus goodwini    |
|  |                           |

|  | Alaskacephale      |
|  |                    |
|  | Pachycephalosaurus |
|  |                    |

|  | Sphaerotholus buchholtzae |
|  |                           |
|  | Sphaerotholus goodwini    |
|  |                           |

|  | Acrotholus audeti   |
|  |                     |
|  | Prenocephale prenes |
|  |                     |

|  | Alaskacephale      |
|  |                    |
|  | Pachycephalosaurus |
|  |                    |

|  | Sphaerotholus buchholtzae |
|  |                           |
|  | Sphaerotholus goodwini    |
|  |                           |

|  | Alaskacephale      |
|  |                    |
|  | Pachycephalosaurus |
|  |                    |

|  | Sphaerotholus buchholtzae |
|  |                           |
|  | Sphaerotholus goodwini    |
|  |                           |

|  | Acrotholus audeti   |
|  |                     |
|  | Prenocephale prenes |
|  |                     |

|  | Alaskacephale      |
|  |                    |
|  | Pachycephalosaurus |
|  |                    |

|  | Sphaerotholus buchholtzae |
|  |                           |
|  | Sphaerotholus goodwini    |
|  |                           |

|  | Alaskacephale      |
|  |                    |
|  | Pachycephalosaurus |
|  |                    |

|  | Sphaerotholus buchholtzae |
|  |                           |
|  | Sphaerotholus goodwini    |
|  |                           |

|  | Acrotholus audeti   |
|  |                     |
|  | Prenocephale prenes |
|  |                     |

|  | Alaskacephale      |
|  |                    |
|  | Pachycephalosaurus |
|  |                    |

|  | Sphaerotholus buchholtzae |
|  |                           |
|  | Sphaerotholus goodwini    |
|  |                           |

|  | Alaskacephale      |
|  |                    |
|  | Pachycephalosaurus |
|  |                    |

|  | Sphaerotholus buchholtzae |
|  |                           |
|  | Sphaerotholus goodwini    |
|  |                           |

|  | Acrotholus audeti   |
|  |                     |
|  | Prenocephale prenes |
|  |                     |

|  | Alaskacephale      |
|  |                    |
|  | Pachycephalosaurus |
|  |                    |

|  | Sphaerotholus buchholtzae |
|  |                           |
|  | Sphaerotholus goodwini    |
|  |                           |

|  | Alaskacephale      |
|  |                    |
|  | Pachycephalosaurus |
|  |                    |

|  | Sphaerotholus buchholtzae |
|  |                           |
|  | Sphaerotholus goodwini    |
|  |                           |

|  | Acrotholus audeti   |
|  |                     |
|  | Prenocephale prenes |
|  |                     |

|  | Alaskacephale      |
|  |                    |
|  | Pachycephalosaurus |
|  |                    |

|  | Sphaerotholus buchholtzae |
|  |                           |
|  | Sphaerotholus goodwini    |
|  |                           |

|  | Alaskacephale      |
|  |                    |
|  | Pachycephalosaurus |
|  |                    |

|  | Sphaerotholus buchholtzae |
|  |                           |
|  | Sphaerotholus goodwini    |
|  |                           |

|  | Acrotholus audeti   |
|  |                     |
|  | Prenocephale prenes |
|  |                     |

|  | Alaskacephale      |
|  |                    |
|  | Pachycephalosaurus |
|  |                    |

|  | Sphaerotholus buchholtzae |
|  |                           |
|  | Sphaerotholus goodwini    |
|  |                           |

|  | Alaskacephale      |
|  |                    |
|  | Pachycephalosaurus |
|  |                    |

|  | Sphaerotholus buchholtzae |
|  |                           |
|  | Sphaerotholus goodwini    |
|  |                           |

|  | Acrotholus audeti   |
|  |                     |
|  | Prenocephale prenes |
|  |                     |

|  | Alaskacephale      |
|  |                    |
|  | Pachycephalosaurus |
|  |                    |

|  | Sphaerotholus buchholtzae |
|  |                           |
|  | Sphaerotholus goodwini    |
|  |                           |

|  | Alaskacephale      |
|  |                    |
|  | Pachycephalosaurus |
|  |                    |

|  | Sphaerotholus buchholtzae |
|  |                           |
|  | Sphaerotholus goodwini    |
|  |                           |

|  | Acrotholus audeti   |
|  |                     |
|  | Prenocephale prenes |
|  |                     |

|  | Alaskacephale      |
|  |                    |
|  | Pachycephalosaurus |
|  |                    |

|  | Sphaerotholus buchholtzae |
|  |                           |
|  | Sphaerotholus goodwini    |
|  |                           |

|  | Alaskacephale      |
|  |                    |
|  | Pachycephalosaurus |
|  |                    |

|  | Sphaerotholus buchholtzae |
|  |                           |
|  | Sphaerotholus goodwini    |
|  |                           |

|  | Acrotholus audeti   |
|  |                     |
|  | Prenocephale prenes |
|  |                     |

|  | Alaskacephale      |
|  |                    |
|  | Pachycephalosaurus |
|  |                    |

|  | Sphaerotholus buchholtzae |
|  |                           |
|  | Sphaerotholus goodwini    |
|  |                           |

|  | Alaskacephale      |
|  |                    |
|  | Pachycephalosaurus |
|  |                    |

|  | Sphaerotholus buchholtzae |
|  |                           |
|  | Sphaerotholus goodwini    |
|  |                           |

|  | Acrotholus audeti   |
|  |                     |
|  | Prenocephale prenes |
|  |                     |

|  | Alaskacephale      |
|  |                    |
|  | Pachycephalosaurus |
|  |                    |

|  | Sphaerotholus buchholtzae |
|  |                           |
|  | Sphaerotholus goodwini    |
|  |                           |

|  | Alaskacephale      |
|  |                    |
|  | Pachycephalosaurus |
|  |                    |

|  | Sphaerotholus buchholtzae |
|  |                           |
|  | Sphaerotholus goodwini    |
|  |                           |

|  | Acrotholus audeti   |
|  |                     |
|  | Prenocephale prenes |
|  |                     |

|  | Alaskacephale      |
|  |                    |
|  | Pachycephalosaurus |
|  |                    |

|  | Sphaerotholus buchholtzae |
|  |                           |
|  | Sphaerotholus goodwini    |
|  |                           |

|  | Alaskacephale      |
|  |                    |
|  | Pachycephalosaurus |
|  |                    |

|  | Sphaerotholus buchholtzae |
|  |                           |
|  | Sphaerotholus goodwini    |
|  |                           |

|  | Acrotholus audeti   |
|  |                     |
|  | Prenocephale prenes |
|  |                     |

|  | Alaskacephale      |
|  |                    |
|  | Pachycephalosaurus |
|  |                    |

|  | Sphaerotholus buchholtzae |
|  |                           |
|  | Sphaerotholus goodwini    |
|  |                           |

|  | Alaskacephale      |
|  |                    |
|  | Pachycephalosaurus |
|  |                    |

|  | Sphaerotholus buchholtzae |
|  |                           |
|  | Sphaerotholus goodwini    |
|  |                           |

|  | Acrotholus audeti   |
|  |                     |
|  | Prenocephale prenes |
|  |                     |

|  | Alaskacephale      |
|  |                    |
|  | Pachycephalosaurus |
|  |                    |

|  | Sphaerotholus buchholtzae |
|  |                           |
|  | Sphaerotholus goodwini    |
|  |                           |

|  | Alaskacephale      |
|  |                    |
|  | Pachycephalosaurus |
|  |                    |

|  | Sphaerotholus buchholtzae |
|  |                           |
|  | Sphaerotholus goodwini    |
|  |                           |

|  | Acrotholus audeti   |
|  |                     |
|  | Prenocephale prenes |
|  |                     |

|  | Alaskacephale      |
|  |                    |
|  | Pachycephalosaurus |
|  |                    |

|  | Sphaerotholus buchholtzae |
|  |                           |
|  | Sphaerotholus goodwini    |
|  |                           |

|  | Alaskacephale      |
|  |                    |
|  | Pachycephalosaurus |
|  |                    |

|  | Sphaerotholus buchholtzae |
|  |                           |
|  | Sphaerotholus goodwini    |
|  |                           |

|  | Acrotholus audeti   |
|  |                     |
|  | Prenocephale prenes |
|  |                     |

|  | Alaskacephale      |
|  |                    |
|  | Pachycephalosaurus |
|  |                    |

|  | Sphaerotholus buchholtzae |
|  |                           |
|  | Sphaerotholus goodwini    |
|  |                           |

|  | Alaskacephale      |
|  |                    |
|  | Pachycephalosaurus |
|  |                    |

|  | Sphaerotholus buchholtzae |
|  |                           |
|  | Sphaerotholus goodwini    |
|  |                           |

|  | Acrotholus audeti   |
|  |                     |
|  | Prenocephale prenes |
|  |                     |

|  | Alaskacephale      |
|  |                    |
|  | Pachycephalosaurus |
|  |                    |

|  | Sphaerotholus buchholtzae |
|  |                           |
|  | Sphaerotholus goodwini    |
|  |                           |

|  | Alaskacephale      |
|  |                    |
|  | Pachycephalosaurus |
|  |                    |

|  | Sphaerotholus buchholtzae |
|  |                           |
|  | Sphaerotholus goodwini    |
|  |                           |

|  | Acrotholus audeti   |
|  |                     |
|  | Prenocephale prenes |
|  |                     |

|  | Alaskacephale      |
|  |                    |
|  | Pachycephalosaurus |
|  |                    |

|  | Sphaerotholus buchholtzae |
|  |                           |
|  | Sphaerotholus goodwini    |
|  |                           |

|  | Alaskacephale      |
|  |                    |
|  | Pachycephalosaurus |
|  |                    |

|  | Sphaerotholus buchholtzae |
|  |                           |
|  | Sphaerotholus goodwini    |
|  |                           |

|  | Acrotholus audeti   |
|  |                     |
|  | Prenocephale prenes |
|  |                     |

|  | Alaskacephale      |
|  |                    |
|  | Pachycephalosaurus |
|  |                    |

|  | Sphaerotholus buchholtzae |
|  |                           |
|  | Sphaerotholus goodwini    |
|  |                           |

|  | Alaskacephale      |
|  |                    |
|  | Pachycephalosaurus |
|  |                    |

|  | Sphaerotholus buchholtzae |
|  |                           |
|  | Sphaerotholus goodwini    |
|  |                           |

|  | Acrotholus audeti   |
|  |                     |
|  | Prenocephale prenes |
|  |                     |

|  | Alaskacephale      |
|  |                    |
|  | Pachycephalosaurus |
|  |                    |

|  | Sphaerotholus buchholtzae |
|  |                           |
|  | Sphaerotholus goodwini    |
|  |                           |

|  | Alaskacephale      |
|  |                    |
|  | Pachycephalosaurus |
|  |                    |

|  | Sphaerotholus buchholtzae |
|  |                           |
|  | Sphaerotholus goodwini    |
|  |                           |

|  | Acrotholus audeti   |
|  |                     |
|  | Prenocephale prenes |
|  |                     |

|  | Alaskacephale      |
|  |                    |
|  | Pachycephalosaurus |
|  |                    |

|  | Sphaerotholus buchholtzae |
|  |                           |
|  | Sphaerotholus goodwini    |
|  |                           |

|  | Alaskacephale      |
|  |                    |
|  | Pachycephalosaurus |
|  |                    |

|  | Sphaerotholus buchholtzae |
|  |                           |
|  | Sphaerotholus goodwini    |
|  |                           |

|  | Acrotholus audeti   |
|  |                     |
|  | Prenocephale prenes |
|  |                     |

|  | Alaskacephale      |
|  |                    |
|  | Pachycephalosaurus |
|  |                    |

|  | Sphaerotholus buchholtzae |
|  |                           |
|  | Sphaerotholus goodwini    |
|  |                           |

|  | Alaskacephale      |
|  |                    |
|  | Pachycephalosaurus |
|  |                    |

|  | Sphaerotholus buchholtzae |
|  |                           |
|  | Sphaerotholus goodwini    |
|  |                           |

|  | Acrotholus audeti   |
|  |                     |
|  | Prenocephale prenes |
|  |                     |

|  | Alaskacephale      |
|  |                    |
|  | Pachycephalosaurus |
|  |                    |

|  | Sphaerotholus buchholtzae |
|  |                           |
|  | Sphaerotholus goodwini    |
|  |                           |

|  | Alaskacephale      |
|  |                    |
|  | Pachycephalosaurus |
|  |                    |

|  | Sphaerotholus buchholtzae |
|  |                           |
|  | Sphaerotholus goodwini    |
|  |                           |

|  | Acrotholus audeti   |
|  |                     |
|  | Prenocephale prenes |
|  |                     |

|  | Alaskacephale      |
|  |                    |
|  | Pachycephalosaurus |
|  |                    |

|  | Sphaerotholus buchholtzae |
|  |                           |
|  | Sphaerotholus goodwini    |
|  |                           |

|  | Alaskacephale      |
|  |                    |
|  | Pachycephalosaurus |
|  |                    |

|  | Sphaerotholus buchholtzae |
|  |                           |
|  | Sphaerotholus goodwini    |
|  |                           |

|  | Acrotholus audeti   |
|  |                     |
|  | Prenocephale prenes |
|  |                     |

|  | Alaskacephale      |
|  |                    |
|  | Pachycephalosaurus |
|  |                    |

|  | Sphaerotholus buchholtzae |
|  |                           |
|  | Sphaerotholus goodwini    |
|  |                           |

|  | Alaskacephale      |
|  |                    |
|  | Pachycephalosaurus |
|  |                    |

|  | Sphaerotholus buchholtzae |
|  |                           |
|  | Sphaerotholus goodwini    |
|  |                           |

|  | Acrotholus audeti   |
|  |                     |
|  | Prenocephale prenes |
|  |                     |

|  | Alaskacephale      |
|  |                    |
|  | Pachycephalosaurus |
|  |                    |

|  | Sphaerotholus buchholtzae |
|  |                           |
|  | Sphaerotholus goodwini    |
|  |                           |

|  | Alaskacephale      |
|  |                    |
|  | Pachycephalosaurus |
|  |                    |

|  | Sphaerotholus buchholtzae |
|  |                           |
|  | Sphaerotholus goodwini    |
|  |                           |

|  | Acrotholus audeti   |
|  |                     |
|  | Prenocephale prenes |
|  |                     |

|  | Alaskacephale      |
|  |                    |
|  | Pachycephalosaurus |
|  |                    |

|  | Sphaerotholus buchholtzae |
|  |                           |
|  | Sphaerotholus goodwini    |
|  |                           |

|  | Alaskacephale      |
|  |                    |
|  | Pachycephalosaurus |
|  |                    |

|  | Sphaerotholus buchholtzae |
|  |                           |
|  | Sphaerotholus goodwini    |
|  |                           |

|  | Acrotholus audeti   |
|  |                     |
|  | Prenocephale prenes |
|  |                     |

|  | Alaskacephale      |
|  |                    |
|  | Pachycephalosaurus |
|  |                    |

|  | Sphaerotholus buchholtzae |
|  |                           |
|  | Sphaerotholus goodwini    |
|  |                           |

|  | Alaskacephale      |
|  |                    |
|  | Pachycephalosaurus |
|  |                    |

|  | Sphaerotholus buchholtzae |
|  |                           |
|  | Sphaerotholus goodwini    |
|  |                           |

|  | Acrotholus audeti   |
|  |                     |
|  | Prenocephale prenes |
|  |                     |

|  | Alaskacephale      |
|  |                    |
|  | Pachycephalosaurus |
|  |                    |

|  | Sphaerotholus buchholtzae |
|  |                           |
|  | Sphaerotholus goodwini    |
|  |                           |

|  | Alaskacephale      |
|  |                    |
|  | Pachycephalosaurus |
|  |                    |

|  | Sphaerotholus buchholtzae |
|  |                           |
|  | Sphaerotholus goodwini    |
|  |                           |

|  | Acrotholus audeti   |
|  |                     |
|  | Prenocephale prenes |
|  |                     |

|  | Alaskacephale      |
|  |                    |
|  | Pachycephalosaurus |
|  |                    |

|  | Sphaerotholus buchholtzae |
|  |                           |
|  | Sphaerotholus goodwini    |
|  |                           |

|  | Alaskacephale      |
|  |                    |
|  | Pachycephalosaurus |
|  |                    |

|  | Sphaerotholus buchholtzae |
|  |                           |
|  | Sphaerotholus goodwini    |
|  |                           |

|  | Acrotholus audeti   |
|  |                     |
|  | Prenocephale prenes |
|  |                     |

|  | Alaskacephale      |
|  |                    |
|  | Pachycephalosaurus |
|  |                    |

|  | Sphaerotholus buchholtzae |
|  |                           |
|  | Sphaerotholus goodwini    |
|  |                           |

|  | Alaskacephale      |
|  |                    |
|  | Pachycephalosaurus |
|  |                    |

|  | Sphaerotholus buchholtzae |
|  |                           |
|  | Sphaerotholus goodwini    |
|  |                           |

|  | Acrotholus audeti   |
|  |                     |
|  | Prenocephale prenes |
|  |                     |

|  | Alaskacephale      |
|  |                    |
|  | Pachycephalosaurus |
|  |                    |

|  | Sphaerotholus buchholtzae |
|  |                           |
|  | Sphaerotholus goodwini    |
|  |                           |

|  | Alaskacephale      |
|  |                    |
|  | Pachycephalosaurus |
|  |                    |

|  | Sphaerotholus buchholtzae |
|  |                           |
|  | Sphaerotholus goodwini    |
|  |                           |

|  | Acrotholus audeti   |
|  |                     |
|  | Prenocephale prenes |
|  |                     |

|  | Alaskacephale      |
|  |                    |
|  | Pachycephalosaurus |
|  |                    |

|  | Sphaerotholus buchholtzae |
|  |                           |
|  | Sphaerotholus goodwini    |
|  |                           |

|  | Alaskacephale      |
|  |                    |
|  | Pachycephalosaurus |
|  |                    |

|  | Sphaerotholus buchholtzae |
|  |                           |
|  | Sphaerotholus goodwini    |
|  |                           |

|  | Acrotholus audeti   |
|  |                     |
|  | Prenocephale prenes |
|  |                     |

|  | Alaskacephale      |
|  |                    |
|  | Pachycephalosaurus |
|  |                    |

|  | Sphaerotholus buchholtzae |
|  |                           |
|  | Sphaerotholus goodwini    |
|  |                           |

|  | Alaskacephale      |
|  |                    |
|  | Pachycephalosaurus |
|  |                    |

|  | Sphaerotholus buchholtzae |
|  |                           |
|  | Sphaerotholus goodwini    |
|  |                           |

|  | Acrotholus audeti   |
|  |                     |
|  | Prenocephale prenes |
|  |                     |

|  | Alaskacephale      |
|  |                    |
|  | Pachycephalosaurus |
|  |                    |

|  | Sphaerotholus buchholtzae |
|  |                           |
|  | Sphaerotholus goodwini    |
|  |                           |

|  | Alaskacephale      |
|  |                    |
|  | Pachycephalosaurus |
|  |                    |

|  | Sphaerotholus buchholtzae |
|  |                           |
|  | Sphaerotholus goodwini    |
|  |                           |

|  | Acrotholus audeti   |
|  |                     |
|  | Prenocephale prenes |
|  |                     |

|  | Alaskacephale      |
|  |                    |
|  | Pachycephalosaurus |
|  |                    |

|  | Sphaerotholus buchholtzae |
|  |                           |
|  | Sphaerotholus goodwini    |
|  |                           |

|  | Alaskacephale      |
|  |                    |
|  | Pachycephalosaurus |
|  |                    |

|  | Sphaerotholus buchholtzae |
|  |                           |
|  | Sphaerotholus goodwini    |
|  |                           |

|  | Acrotholus audeti   |
|  |                     |
|  | Prenocephale prenes |
|  |                     |

|  | Alaskacephale      |
|  |                    |
|  | Pachycephalosaurus |
|  |                    |

|  | Sphaerotholus buchholtzae |
|  |                           |
|  | Sphaerotholus goodwini    |
|  |                           |

|  | Alaskacephale      |
|  |                    |
|  | Pachycephalosaurus |
|  |                    |

|  | Sphaerotholus buchholtzae |
|  |                           |
|  | Sphaerotholus goodwini    |
|  |                           |

|  | Acrotholus audeti   |
|  |                     |
|  | Prenocephale prenes |
|  |                     |

|  | Alaskacephale      |
|  |                    |
|  | Pachycephalosaurus |
|  |                    |

|  | Sphaerotholus buchholtzae |
|  |                           |
|  | Sphaerotholus goodwini    |
|  |                           |

|  | Alaskacephale      |
|  |                    |
|  | Pachycephalosaurus |
|  |                    |

|  | Sphaerotholus buchholtzae |
|  |                           |
|  | Sphaerotholus goodwini    |
|  |                           |

|  | Acrotholus audeti   |
|  |                     |
|  | Prenocephale prenes |
|  |                     |

|  | Alaskacephale      |
|  |                    |
|  | Pachycephalosaurus |
|  |                    |

|  | Sphaerotholus buchholtzae |
|  |                           |
|  | Sphaerotholus goodwini    |
|  |                           |

|  | Alaskacephale      |
|  |                    |
|  | Pachycephalosaurus |
|  |                    |

|  | Sphaerotholus buchholtzae |
|  |                           |
|  | Sphaerotholus goodwini    |
|  |                           |

|  | Acrotholus audeti   |
|  |                     |
|  | Prenocephale prenes |
|  |                     |

|  | Alaskacephale      |
|  |                    |
|  | Pachycephalosaurus |
|  |                    |

|  | Sphaerotholus buchholtzae |
|  |                           |
|  | Sphaerotholus goodwini    |
|  |                           |

|  | Alaskacephale      |
|  |                    |
|  | Pachycephalosaurus |
|  |                    |

|  | Sphaerotholus buchholtzae |
|  |                           |
|  | Sphaerotholus goodwini    |
|  |                           |

|  | Acrotholus audeti   |
|  |                     |
|  | Prenocephale prenes |
|  |                     |

|  | Alaskacephale      |
|  |                    |
|  | Pachycephalosaurus |
|  |                    |

|  | Sphaerotholus buchholtzae |
|  |                           |
|  | Sphaerotholus goodwini    |
|  |                           |

|  | Alaskacephale      |
|  |                    |
|  | Pachycephalosaurus |
|  |                    |

|  | Sphaerotholus buchholtzae |
|  |                           |
|  | Sphaerotholus goodwini    |
|  |                           |

|  | Acrotholus audeti   |
|  |                     |
|  | Prenocephale prenes |
|  |                     |

|  | Alaskacephale      |
|  |                    |
|  | Pachycephalosaurus |
|  |                    |

|  | Sphaerotholus buchholtzae |
|  |                           |
|  | Sphaerotholus goodwini    |
|  |                           |

|  | Alaskacephale      |
|  |                    |
|  | Pachycephalosaurus |
|  |                    |

|  | Sphaerotholus buchholtzae |
|  |                           |
|  | Sphaerotholus goodwini    |
|  |                           |

|  | Acrotholus audeti   |
|  |                     |
|  | Prenocephale prenes |
|  |                     |

|  | Alaskacephale      |
|  |                    |
|  | Pachycephalosaurus |
|  |                    |

|  | Sphaerotholus buchholtzae |
|  |                           |
|  | Sphaerotholus goodwini    |
|  |                           |

|  | Alaskacephale      |
|  |                    |
|  | Pachycephalosaurus |
|  |                    |

|  | Sphaerotholus buchholtzae |
|  |                           |
|  | Sphaerotholus goodwini    |
|  |                           |

|  | Colepiocephale           |
|  |                          |
|  | Hanssuesia               |
|  |                          |
|  | Stegoceras novomexicanum |
|  |                          |
|  | Stegoceras validum       |
|  |                          |

|  | Acrotholus audeti   |
|  |                     |
|  | Prenocephale prenes |
|  |                     |

|  | Alaskacephale      |
|  |                    |
|  | Pachycephalosaurus |
|  |                    |

|  | Sphaerotholus buchholtzae |
|  |                           |
|  | Sphaerotholus goodwini    |
|  |                           |

|  | Alaskacephale      |
|  |                    |
|  | Pachycephalosaurus |
|  |                    |

|  | Sphaerotholus buchholtzae |
|  |                           |
|  | Sphaerotholus goodwini    |
|  |                           |

|  | Acrotholus audeti   |
|  |                     |
|  | Prenocephale prenes |
|  |                     |

|  | Alaskacephale      |
|  |                    |
|  | Pachycephalosaurus |
|  |                    |

|  | Sphaerotholus buchholtzae |
|  |                           |
|  | Sphaerotholus goodwini    |
|  |                           |

|  | Alaskacephale      |
|  |                    |
|  | Pachycephalosaurus |
|  |                    |

|  | Sphaerotholus buchholtzae |
|  |                           |
|  | Sphaerotholus goodwini    |
|  |                           |

|  | Acrotholus audeti   |
|  |                     |
|  | Prenocephale prenes |
|  |                     |

|  | Alaskacephale      |
|  |                    |
|  | Pachycephalosaurus |
|  |                    |

|  | Sphaerotholus buchholtzae |
|  |                           |
|  | Sphaerotholus goodwini    |
|  |                           |

|  | Alaskacephale      |
|  |                    |
|  | Pachycephalosaurus |
|  |                    |

|  | Sphaerotholus buchholtzae |
|  |                           |
|  | Sphaerotholus goodwini    |
|  |                           |

|  | Acrotholus audeti   |
|  |                     |
|  | Prenocephale prenes |
|  |                     |

|  | Alaskacephale      |
|  |                    |
|  | Pachycephalosaurus |
|  |                    |

|  | Sphaerotholus buchholtzae |
|  |                           |
|  | Sphaerotholus goodwini    |
|  |                           |

|  | Alaskacephale      |
|  |                    |
|  | Pachycephalosaurus |
|  |                    |

|  | Sphaerotholus buchholtzae |
|  |                           |
|  | Sphaerotholus goodwini    |
|  |                           |

|  | Acrotholus audeti   |
|  |                     |
|  | Prenocephale prenes |
|  |                     |

|  | Alaskacephale      |
|  |                    |
|  | Pachycephalosaurus |
|  |                    |

|  | Sphaerotholus buchholtzae |
|  |                           |
|  | Sphaerotholus goodwini    |
|  |                           |

|  | Alaskacephale      |
|  |                    |
|  | Pachycephalosaurus |
|  |                    |

|  | Sphaerotholus buchholtzae |
|  |                           |
|  | Sphaerotholus goodwini    |
|  |                           |

|  | Acrotholus audeti   |
|  |                     |
|  | Prenocephale prenes |
|  |                     |

|  | Alaskacephale      |
|  |                    |
|  | Pachycephalosaurus |
|  |                    |

|  | Sphaerotholus buchholtzae |
|  |                           |
|  | Sphaerotholus goodwini    |
|  |                           |

|  | Alaskacephale      |
|  |                    |
|  | Pachycephalosaurus |
|  |                    |

|  | Sphaerotholus buchholtzae |
|  |                           |
|  | Sphaerotholus goodwini    |
|  |                           |

|  | Acrotholus audeti   |
|  |                     |
|  | Prenocephale prenes |
|  |                     |

|  | Alaskacephale      |
|  |                    |
|  | Pachycephalosaurus |
|  |                    |

|  | Sphaerotholus buchholtzae |
|  |                           |
|  | Sphaerotholus goodwini    |
|  |                           |

|  | Alaskacephale      |
|  |                    |
|  | Pachycephalosaurus |
|  |                    |

|  | Sphaerotholus buchholtzae |
|  |                           |
|  | Sphaerotholus goodwini    |
|  |                           |

|  | Acrotholus audeti   |
|  |                     |
|  | Prenocephale prenes |
|  |                     |

|  | Alaskacephale      |
|  |                    |
|  | Pachycephalosaurus |
|  |                    |

|  | Sphaerotholus buchholtzae |
|  |                           |
|  | Sphaerotholus goodwini    |
|  |                           |

|  | Alaskacephale      |
|  |                    |
|  | Pachycephalosaurus |
|  |                    |

|  | Sphaerotholus buchholtzae |
|  |                           |
|  | Sphaerotholus goodwini    |
|  |                           |

|  | Acrotholus audeti   |
|  |                     |
|  | Prenocephale prenes |
|  |                     |

|  | Alaskacephale      |
|  |                    |
|  | Pachycephalosaurus |
|  |                    |

|  | Sphaerotholus buchholtzae |
|  |                           |
|  | Sphaerotholus goodwini    |
|  |                           |

|  | Alaskacephale      |
|  |                    |
|  | Pachycephalosaurus |
|  |                    |

|  | Sphaerotholus buchholtzae |
|  |                           |
|  | Sphaerotholus goodwini    |
|  |                           |

|  | Acrotholus audeti   |
|  |                     |
|  | Prenocephale prenes |
|  |                     |

|  | Alaskacephale      |
|  |                    |
|  | Pachycephalosaurus |
|  |                    |

|  | Sphaerotholus buchholtzae |
|  |                           |
|  | Sphaerotholus goodwini    |
|  |                           |

|  | Alaskacephale      |
|  |                    |
|  | Pachycephalosaurus |
|  |                    |

|  | Sphaerotholus buchholtzae |
|  |                           |
|  | Sphaerotholus goodwini    |
|  |                           |

|  | Acrotholus audeti   |
|  |                     |
|  | Prenocephale prenes |
|  |                     |

|  | Alaskacephale      |
|  |                    |
|  | Pachycephalosaurus |
|  |                    |

|  | Sphaerotholus buchholtzae |
|  |                           |
|  | Sphaerotholus goodwini    |
|  |                           |

|  | Alaskacephale      |
|  |                    |
|  | Pachycephalosaurus |
|  |                    |

|  | Sphaerotholus buchholtzae |
|  |                           |
|  | Sphaerotholus goodwini    |
|  |                           |

|  | Acrotholus audeti   |
|  |                     |
|  | Prenocephale prenes |
|  |                     |

|  | Alaskacephale      |
|  |                    |
|  | Pachycephalosaurus |
|  |                    |

|  | Sphaerotholus buchholtzae |
|  |                           |
|  | Sphaerotholus goodwini    |
|  |                           |

|  | Alaskacephale      |
|  |                    |
|  | Pachycephalosaurus |
|  |                    |

|  | Sphaerotholus buchholtzae |
|  |                           |
|  | Sphaerotholus goodwini    |
|  |                           |

|  | Acrotholus audeti   |
|  |                     |
|  | Prenocephale prenes |
|  |                     |

|  | Alaskacephale      |
|  |                    |
|  | Pachycephalosaurus |
|  |                    |

|  | Sphaerotholus buchholtzae |
|  |                           |
|  | Sphaerotholus goodwini    |
|  |                           |

|  | Alaskacephale      |
|  |                    |
|  | Pachycephalosaurus |
|  |                    |

|  | Sphaerotholus buchholtzae |
|  |                           |
|  | Sphaerotholus goodwini    |
|  |                           |

|  | Acrotholus audeti   |
|  |                     |
|  | Prenocephale prenes |
|  |                     |

|  | Alaskacephale      |
|  |                    |
|  | Pachycephalosaurus |
|  |                    |

|  | Sphaerotholus buchholtzae |
|  |                           |
|  | Sphaerotholus goodwini    |
|  |                           |

|  | Alaskacephale      |
|  |                    |
|  | Pachycephalosaurus |
|  |                    |

|  | Sphaerotholus buchholtzae |
|  |                           |
|  | Sphaerotholus goodwini    |
|  |                           |

|  | Acrotholus audeti   |
|  |                     |
|  | Prenocephale prenes |
|  |                     |

|  | Alaskacephale      |
|  |                    |
|  | Pachycephalosaurus |
|  |                    |

|  | Sphaerotholus buchholtzae |
|  |                           |
|  | Sphaerotholus goodwini    |
|  |                           |

|  | Alaskacephale      |
|  |                    |
|  | Pachycephalosaurus |
|  |                    |

|  | Sphaerotholus buchholtzae |
|  |                           |
|  | Sphaerotholus goodwini    |
|  |                           |

|  | Acrotholus audeti   |
|  |                     |
|  | Prenocephale prenes |
|  |                     |

|  | Alaskacephale      |
|  |                    |
|  | Pachycephalosaurus |
|  |                    |

|  | Sphaerotholus buchholtzae |
|  |                           |
|  | Sphaerotholus goodwini    |
|  |                           |

|  | Alaskacephale      |
|  |                    |
|  | Pachycephalosaurus |
|  |                    |

|  | Sphaerotholus buchholtzae |
|  |                           |
|  | Sphaerotholus goodwini    |
|  |                           |

|  | Acrotholus audeti   |
|  |                     |
|  | Prenocephale prenes |
|  |                     |

|  | Alaskacephale      |
|  |                    |
|  | Pachycephalosaurus |
|  |                    |

|  | Sphaerotholus buchholtzae |
|  |                           |
|  | Sphaerotholus goodwini    |
|  |                           |

|  | Alaskacephale      |
|  |                    |
|  | Pachycephalosaurus |
|  |                    |

|  | Sphaerotholus buchholtzae |
|  |                           |
|  | Sphaerotholus goodwini    |
|  |                           |

|  | Acrotholus audeti   |
|  |                     |
|  | Prenocephale prenes |
|  |                     |

|  | Alaskacephale      |
|  |                    |
|  | Pachycephalosaurus |
|  |                    |

|  | Sphaerotholus buchholtzae |
|  |                           |
|  | Sphaerotholus goodwini    |
|  |                           |

|  | Alaskacephale      |
|  |                    |
|  | Pachycephalosaurus |
|  |                    |

|  | Sphaerotholus buchholtzae |
|  |                           |
|  | Sphaerotholus goodwini    |
|  |                           |

|  | Acrotholus audeti   |
|  |                     |
|  | Prenocephale prenes |
|  |                     |

|  | Alaskacephale      |
|  |                    |
|  | Pachycephalosaurus |
|  |                    |

|  | Sphaerotholus buchholtzae |
|  |                           |
|  | Sphaerotholus goodwini    |
|  |                           |

|  | Alaskacephale      |
|  |                    |
|  | Pachycephalosaurus |
|  |                    |

|  | Sphaerotholus buchholtzae |
|  |                           |
|  | Sphaerotholus goodwini    |
|  |                           |

|  | Acrotholus audeti   |
|  |                     |
|  | Prenocephale prenes |
|  |                     |

|  | Alaskacephale      |
|  |                    |
|  | Pachycephalosaurus |
|  |                    |

|  | Sphaerotholus buchholtzae |
|  |                           |
|  | Sphaerotholus goodwini    |
|  |                           |

|  | Alaskacephale      |
|  |                    |
|  | Pachycephalosaurus |
|  |                    |

|  | Sphaerotholus buchholtzae |
|  |                           |
|  | Sphaerotholus goodwini    |
|  |                           |

|  | Acrotholus audeti   |
|  |                     |
|  | Prenocephale prenes |
|  |                     |

|  | Alaskacephale      |
|  |                    |
|  | Pachycephalosaurus |
|  |                    |

|  | Sphaerotholus buchholtzae |
|  |                           |
|  | Sphaerotholus goodwini    |
|  |                           |

|  | Alaskacephale      |
|  |                    |
|  | Pachycephalosaurus |
|  |                    |

|  | Sphaerotholus buchholtzae |
|  |                           |
|  | Sphaerotholus goodwini    |
|  |                           |

|  | Acrotholus audeti   |
|  |                     |
|  | Prenocephale prenes |
|  |                     |

|  | Alaskacephale      |
|  |                    |
|  | Pachycephalosaurus |
|  |                    |

|  | Sphaerotholus buchholtzae |
|  |                           |
|  | Sphaerotholus goodwini    |
|  |                           |

|  | Alaskacephale      |
|  |                    |
|  | Pachycephalosaurus |
|  |                    |

|  | Sphaerotholus buchholtzae |
|  |                           |
|  | Sphaerotholus goodwini    |
|  |                           |

|  | Acrotholus audeti   |
|  |                     |
|  | Prenocephale prenes |
|  |                     |

|  | Alaskacephale      |
|  |                    |
|  | Pachycephalosaurus |
|  |                    |

|  | Sphaerotholus buchholtzae |
|  |                           |
|  | Sphaerotholus goodwini    |
|  |                           |

|  | Alaskacephale      |
|  |                    |
|  | Pachycephalosaurus |
|  |                    |

|  | Sphaerotholus buchholtzae |
|  |                           |
|  | Sphaerotholus goodwini    |
|  |                           |

|  | Acrotholus audeti   |
|  |                     |
|  | Prenocephale prenes |
|  |                     |

|  | Alaskacephale      |
|  |                    |
|  | Pachycephalosaurus |
|  |                    |

|  | Sphaerotholus buchholtzae |
|  |                           |
|  | Sphaerotholus goodwini    |
|  |                           |

|  | Alaskacephale      |
|  |                    |
|  | Pachycephalosaurus |
|  |                    |

|  | Sphaerotholus buchholtzae |
|  |                           |
|  | Sphaerotholus goodwini    |
|  |                           |

|  | Acrotholus audeti   |
|  |                     |
|  | Prenocephale prenes |
|  |                     |

|  | Alaskacephale      |
|  |                    |
|  | Pachycephalosaurus |
|  |                    |

|  | Sphaerotholus buchholtzae |
|  |                           |
|  | Sphaerotholus goodwini    |
|  |                           |

|  | Alaskacephale      |
|  |                    |
|  | Pachycephalosaurus |
|  |                    |

|  | Sphaerotholus buchholtzae |
|  |                           |
|  | Sphaerotholus goodwini    |
|  |                           |

|  | Acrotholus audeti   |
|  |                     |
|  | Prenocephale prenes |
|  |                     |

|  | Alaskacephale      |
|  |                    |
|  | Pachycephalosaurus |
|  |                    |

|  | Sphaerotholus buchholtzae |
|  |                           |
|  | Sphaerotholus goodwini    |
|  |                           |

|  | Alaskacephale      |
|  |                    |
|  | Pachycephalosaurus |
|  |                    |

|  | Sphaerotholus buchholtzae |
|  |                           |
|  | Sphaerotholus goodwini    |
|  |                           |

|  | Acrotholus audeti   |
|  |                     |
|  | Prenocephale prenes |
|  |                     |

|  | Alaskacephale      |
|  |                    |
|  | Pachycephalosaurus |
|  |                    |

|  | Sphaerotholus buchholtzae |
|  |                           |
|  | Sphaerotholus goodwini    |
|  |                           |

|  | Alaskacephale      |
|  |                    |
|  | Pachycephalosaurus |
|  |                    |

|  | Sphaerotholus buchholtzae |
|  |                           |
|  | Sphaerotholus goodwini    |
|  |                           |

|  | Acrotholus audeti   |
|  |                     |
|  | Prenocephale prenes |
|  |                     |

|  | Alaskacephale      |
|  |                    |
|  | Pachycephalosaurus |
|  |                    |

|  | Sphaerotholus buchholtzae |
|  |                           |
|  | Sphaerotholus goodwini    |
|  |                           |

|  | Alaskacephale      |
|  |                    |
|  | Pachycephalosaurus |
|  |                    |

|  | Sphaerotholus buchholtzae |
|  |                           |
|  | Sphaerotholus goodwini    |
|  |                           |

|  | Acrotholus audeti   |
|  |                     |
|  | Prenocephale prenes |
|  |                     |

|  | Alaskacephale      |
|  |                    |
|  | Pachycephalosaurus |
|  |                    |

|  | Sphaerotholus buchholtzae |
|  |                           |
|  | Sphaerotholus goodwini    |
|  |                           |

|  | Alaskacephale      |
|  |                    |
|  | Pachycephalosaurus |
|  |                    |

|  | Sphaerotholus buchholtzae |
|  |                           |
|  | Sphaerotholus goodwini    |
|  |                           |

|  | Acrotholus audeti   |
|  |                     |
|  | Prenocephale prenes |
|  |                     |

|  | Alaskacephale      |
|  |                    |
|  | Pachycephalosaurus |
|  |                    |

|  | Sphaerotholus buchholtzae |
|  |                           |
|  | Sphaerotholus goodwini    |
|  |                           |

|  | Alaskacephale      |
|  |                    |
|  | Pachycephalosaurus |
|  |                    |

|  | Sphaerotholus buchholtzae |
|  |                           |
|  | Sphaerotholus goodwini    |
|  |                           |

|  | Acrotholus audeti   |
|  |                     |
|  | Prenocephale prenes |
|  |                     |

|  | Alaskacephale      |
|  |                    |
|  | Pachycephalosaurus |
|  |                    |

|  | Sphaerotholus buchholtzae |
|  |                           |
|  | Sphaerotholus goodwini    |
|  |                           |

|  | Alaskacephale      |
|  |                    |
|  | Pachycephalosaurus |
|  |                    |

|  | Sphaerotholus buchholtzae |
|  |                           |
|  | Sphaerotholus goodwini    |
|  |                           |

|  | Acrotholus audeti   |
|  |                     |
|  | Prenocephale prenes |
|  |                     |

|  | Alaskacephale      |
|  |                    |
|  | Pachycephalosaurus |
|  |                    |

|  | Sphaerotholus buchholtzae |
|  |                           |
|  | Sphaerotholus goodwini    |
|  |                           |

|  | Alaskacephale      |
|  |                    |
|  | Pachycephalosaurus |
|  |                    |

|  | Sphaerotholus buchholtzae |
|  |                           |
|  | Sphaerotholus goodwini    |
|  |                           |

|  | Acrotholus audeti   |
|  |                     |
|  | Prenocephale prenes |
|  |                     |

|  | Alaskacephale      |
|  |                    |
|  | Pachycephalosaurus |
|  |                    |

|  | Sphaerotholus buchholtzae |
|  |                           |
|  | Sphaerotholus goodwini    |
|  |                           |

|  | Alaskacephale      |
|  |                    |
|  | Pachycephalosaurus |
|  |                    |

|  | Sphaerotholus buchholtzae |
|  |                           |
|  | Sphaerotholus goodwini    |
|  |                           |

|  | Acrotholus audeti   |
|  |                     |
|  | Prenocephale prenes |
|  |                     |

|  | Alaskacephale      |
|  |                    |
|  | Pachycephalosaurus |
|  |                    |

|  | Sphaerotholus buchholtzae |
|  |                           |
|  | Sphaerotholus goodwini    |
|  |                           |

|  | Alaskacephale      |
|  |                    |
|  | Pachycephalosaurus |
|  |                    |

|  | Sphaerotholus buchholtzae |
|  |                           |
|  | Sphaerotholus goodwini    |
|  |                           |

|  | Acrotholus audeti   |
|  |                     |
|  | Prenocephale prenes |
|  |                     |

|  | Alaskacephale      |
|  |                    |
|  | Pachycephalosaurus |
|  |                    |

|  | Sphaerotholus buchholtzae |
|  |                           |
|  | Sphaerotholus goodwini    |
|  |                           |

|  | Alaskacephale      |
|  |                    |
|  | Pachycephalosaurus |
|  |                    |

|  | Sphaerotholus buchholtzae |
|  |                           |
|  | Sphaerotholus goodwini    |
|  |                           |

|  | Acrotholus audeti   |
|  |                     |
|  | Prenocephale prenes |
|  |                     |

|  | Alaskacephale      |
|  |                    |
|  | Pachycephalosaurus |
|  |                    |

|  | Sphaerotholus buchholtzae |
|  |                           |
|  | Sphaerotholus goodwini    |
|  |                           |

|  | Alaskacephale      |
|  |                    |
|  | Pachycephalosaurus |
|  |                    |

|  | Sphaerotholus buchholtzae |
|  |                           |
|  | Sphaerotholus goodwini    |
|  |                           |

|  | Acrotholus audeti   |
|  |                     |
|  | Prenocephale prenes |
|  |                     |

|  | Alaskacephale      |
|  |                    |
|  | Pachycephalosaurus |
|  |                    |

|  | Sphaerotholus buchholtzae |
|  |                           |
|  | Sphaerotholus goodwini    |
|  |                           |

|  | Alaskacephale      |
|  |                    |
|  | Pachycephalosaurus |
|  |                    |

|  | Sphaerotholus buchholtzae |
|  |                           |
|  | Sphaerotholus goodwini    |
|  |                           |

|  | Acrotholus audeti   |
|  |                     |
|  | Prenocephale prenes |
|  |                     |

|  | Alaskacephale      |
|  |                    |
|  | Pachycephalosaurus |
|  |                    |

|  | Sphaerotholus buchholtzae |
|  |                           |
|  | Sphaerotholus goodwini    |
|  |                           |

|  | Alaskacephale      |
|  |                    |
|  | Pachycephalosaurus |
|  |                    |

|  | Sphaerotholus buchholtzae |
|  |                           |
|  | Sphaerotholus goodwini    |
|  |                           |

|  | Acrotholus audeti   |
|  |                     |
|  | Prenocephale prenes |
|  |                     |

|  | Alaskacephale      |
|  |                    |
|  | Pachycephalosaurus |
|  |                    |

|  | Sphaerotholus buchholtzae |
|  |                           |
|  | Sphaerotholus goodwini    |
|  |                           |

|  | Alaskacephale      |
|  |                    |
|  | Pachycephalosaurus |
|  |                    |

|  | Sphaerotholus buchholtzae |
|  |                           |
|  | Sphaerotholus goodwini    |
|  |                           |

|  | Acrotholus audeti   |
|  |                     |
|  | Prenocephale prenes |
|  |                     |

|  | Alaskacephale      |
|  |                    |
|  | Pachycephalosaurus |
|  |                    |

|  | Sphaerotholus buchholtzae |
|  |                           |
|  | Sphaerotholus goodwini    |
|  |                           |

|  | Alaskacephale      |
|  |                    |
|  | Pachycephalosaurus |
|  |                    |

|  | Sphaerotholus buchholtzae |
|  |                           |
|  | Sphaerotholus goodwini    |
|  |                           |

|  | Acrotholus audeti   |
|  |                     |
|  | Prenocephale prenes |
|  |                     |

|  | Alaskacephale      |
|  |                    |
|  | Pachycephalosaurus |
|  |                    |

|  | Sphaerotholus buchholtzae |
|  |                           |
|  | Sphaerotholus goodwini    |
|  |                           |

|  | Alaskacephale      |
|  |                    |
|  | Pachycephalosaurus |
|  |                    |

|  | Sphaerotholus buchholtzae |
|  |                           |
|  | Sphaerotholus goodwini    |
|  |                           |

|  | Acrotholus audeti   |
|  |                     |
|  | Prenocephale prenes |
|  |                     |

|  | Alaskacephale      |
|  |                    |
|  | Pachycephalosaurus |
|  |                    |

|  | Sphaerotholus buchholtzae |
|  |                           |
|  | Sphaerotholus goodwini    |
|  |                           |

|  | Alaskacephale      |
|  |                    |
|  | Pachycephalosaurus |
|  |                    |

|  | Sphaerotholus buchholtzae |
|  |                           |
|  | Sphaerotholus goodwini    |
|  |                           |

|  | Acrotholus audeti   |
|  |                     |
|  | Prenocephale prenes |
|  |                     |

|  | Alaskacephale      |
|  |                    |
|  | Pachycephalosaurus |
|  |                    |

|  | Sphaerotholus buchholtzae |
|  |                           |
|  | Sphaerotholus goodwini    |
|  |                           |

|  | Alaskacephale      |
|  |                    |
|  | Pachycephalosaurus |
|  |                    |

|  | Sphaerotholus buchholtzae |
|  |                           |
|  | Sphaerotholus goodwini    |
|  |                           |

|  | Acrotholus audeti   |
|  |                     |
|  | Prenocephale prenes |
|  |                     |

|  | Alaskacephale      |
|  |                    |
|  | Pachycephalosaurus |
|  |                    |

|  | Sphaerotholus buchholtzae |
|  |                           |
|  | Sphaerotholus goodwini    |
|  |                           |

|  | Alaskacephale      |
|  |                    |
|  | Pachycephalosaurus |
|  |                    |

|  | Sphaerotholus buchholtzae |
|  |                           |
|  | Sphaerotholus goodwini    |
|  |                           |

|  | Acrotholus audeti   |
|  |                     |
|  | Prenocephale prenes |
|  |                     |

|  | Alaskacephale      |
|  |                    |
|  | Pachycephalosaurus |
|  |                    |

|  | Sphaerotholus buchholtzae |
|  |                           |
|  | Sphaerotholus goodwini    |
|  |                           |

|  | Alaskacephale      |
|  |                    |
|  | Pachycephalosaurus |
|  |                    |

|  | Sphaerotholus buchholtzae |
|  |                           |
|  | Sphaerotholus goodwini    |
|  |                           |

|  | Acrotholus audeti   |
|  |                     |
|  | Prenocephale prenes |
|  |                     |

|  | Alaskacephale      |
|  |                    |
|  | Pachycephalosaurus |
|  |                    |

|  | Sphaerotholus buchholtzae |
|  |                           |
|  | Sphaerotholus goodwini    |
|  |                           |

|  | Alaskacephale      |
|  |                    |
|  | Pachycephalosaurus |
|  |                    |

|  | Sphaerotholus buchholtzae |
|  |                           |
|  | Sphaerotholus goodwini    |
|  |                           |

|  | Acrotholus audeti   |
|  |                     |
|  | Prenocephale prenes |
|  |                     |

|  | Alaskacephale      |
|  |                    |
|  | Pachycephalosaurus |
|  |                    |

|  | Sphaerotholus buchholtzae |
|  |                           |
|  | Sphaerotholus goodwini    |
|  |                           |

|  | Alaskacephale      |
|  |                    |
|  | Pachycephalosaurus |
|  |                    |

|  | Sphaerotholus buchholtzae |
|  |                           |
|  | Sphaerotholus goodwini    |
|  |                           |

|  | Acrotholus audeti   |
|  |                     |
|  | Prenocephale prenes |
|  |                     |

|  | Alaskacephale      |
|  |                    |
|  | Pachycephalosaurus |
|  |                    |

|  | Sphaerotholus buchholtzae |
|  |                           |
|  | Sphaerotholus goodwini    |
|  |                           |

|  | Alaskacephale      |
|  |                    |
|  | Pachycephalosaurus |
|  |                    |

|  | Sphaerotholus buchholtzae |
|  |                           |
|  | Sphaerotholus goodwini    |
|  |                           |

|  | Acrotholus audeti   |
|  |                     |
|  | Prenocephale prenes |
|  |                     |

|  | Alaskacephale      |
|  |                    |
|  | Pachycephalosaurus |
|  |                    |

|  | Sphaerotholus buchholtzae |
|  |                           |
|  | Sphaerotholus goodwini    |
|  |                           |

|  | Alaskacephale      |
|  |                    |
|  | Pachycephalosaurus |
|  |                    |

|  | Sphaerotholus buchholtzae |
|  |                           |
|  | Sphaerotholus goodwini    |
|  |                           |

|  | Acrotholus audeti   |
|  |                     |
|  | Prenocephale prenes |
|  |                     |

|  | Alaskacephale      |
|  |                    |
|  | Pachycephalosaurus |
|  |                    |

|  | Sphaerotholus buchholtzae |
|  |                           |
|  | Sphaerotholus goodwini    |
|  |                           |

|  | Alaskacephale      |
|  |                    |
|  | Pachycephalosaurus |
|  |                    |

|  | Sphaerotholus buchholtzae |
|  |                           |
|  | Sphaerotholus goodwini    |
|  |                           |

|  | Acrotholus audeti   |
|  |                     |
|  | Prenocephale prenes |
|  |                     |

|  | Alaskacephale      |
|  |                    |
|  | Pachycephalosaurus |
|  |                    |

|  | Sphaerotholus buchholtzae |
|  |                           |
|  | Sphaerotholus goodwini    |
|  |                           |

|  | Alaskacephale      |
|  |                    |
|  | Pachycephalosaurus |
|  |                    |

|  | Sphaerotholus buchholtzae |
|  |                           |
|  | Sphaerotholus goodwini    |
|  |                           |

|  | Acrotholus audeti   |
|  |                     |
|  | Prenocephale prenes |
|  |                     |

|  | Alaskacephale      |
|  |                    |
|  | Pachycephalosaurus |
|  |                    |

|  | Sphaerotholus buchholtzae |
|  |                           |
|  | Sphaerotholus goodwini    |
|  |                           |

|  | Alaskacephale      |
|  |                    |
|  | Pachycephalosaurus |
|  |                    |

|  | Sphaerotholus buchholtzae |
|  |                           |
|  | Sphaerotholus goodwini    |
|  |                           |

|  | Acrotholus audeti   |
|  |                     |
|  | Prenocephale prenes |
|  |                     |

|  | Alaskacephale      |
|  |                    |
|  | Pachycephalosaurus |
|  |                    |

|  | Sphaerotholus buchholtzae |
|  |                           |
|  | Sphaerotholus goodwini    |
|  |                           |

|  | Alaskacephale      |
|  |                    |
|  | Pachycephalosaurus |
|  |                    |

|  | Sphaerotholus buchholtzae |
|  |                           |
|  | Sphaerotholus goodwini    |
|  |                           |

|  | Acrotholus audeti   |
|  |                     |
|  | Prenocephale prenes |
|  |                     |

|  | Alaskacephale      |
|  |                    |
|  | Pachycephalosaurus |
|  |                    |

|  | Sphaerotholus buchholtzae |
|  |                           |
|  | Sphaerotholus goodwini    |
|  |                           |

|  | Alaskacephale      |
|  |                    |
|  | Pachycephalosaurus |
|  |                    |

|  | Sphaerotholus buchholtzae |
|  |                           |
|  | Sphaerotholus goodwini    |
|  |                           |

|  | Acrotholus audeti   |
|  |                     |
|  | Prenocephale prenes |
|  |                     |

|  | Alaskacephale      |
|  |                    |
|  | Pachycephalosaurus |
|  |                    |

|  | Sphaerotholus buchholtzae |
|  |                           |
|  | Sphaerotholus goodwini    |
|  |                           |

|  | Alaskacephale      |
|  |                    |
|  | Pachycephalosaurus |
|  |                    |

|  | Sphaerotholus buchholtzae |
|  |                           |
|  | Sphaerotholus goodwini    |
|  |                           |

|  | Acrotholus audeti   |
|  |                     |
|  | Prenocephale prenes |
|  |                     |

|  | Alaskacephale      |
|  |                    |
|  | Pachycephalosaurus |
|  |                    |

|  | Sphaerotholus buchholtzae |
|  |                           |
|  | Sphaerotholus goodwini    |
|  |                           |

|  | Alaskacephale      |
|  |                    |
|  | Pachycephalosaurus |
|  |                    |

|  | Sphaerotholus buchholtzae |
|  |                           |
|  | Sphaerotholus goodwini    |
|  |                           |

|  | Acrotholus audeti   |
|  |                     |
|  | Prenocephale prenes |
|  |                     |

|  | Alaskacephale      |
|  |                    |
|  | Pachycephalosaurus |
|  |                    |

|  | Sphaerotholus buchholtzae |
|  |                           |
|  | Sphaerotholus goodwini    |
|  |                           |

|  | Alaskacephale      |
|  |                    |
|  | Pachycephalosaurus |
|  |                    |

|  | Sphaerotholus buchholtzae |
|  |                           |
|  | Sphaerotholus goodwini    |
|  |                           |

|  | Acrotholus audeti   |
|  |                     |
|  | Prenocephale prenes |
|  |                     |

|  | Alaskacephale      |
|  |                    |
|  | Pachycephalosaurus |
|  |                    |

|  | Sphaerotholus buchholtzae |
|  |                           |
|  | Sphaerotholus goodwini    |
|  |                           |

|  | Alaskacephale      |
|  |                    |
|  | Pachycephalosaurus |
|  |                    |

|  | Sphaerotholus buchholtzae |
|  |                           |
|  | Sphaerotholus goodwini    |
|  |                           |

|  | Acrotholus audeti   |
|  |                     |
|  | Prenocephale prenes |
|  |                     |

|  | Alaskacephale      |
|  |                    |
|  | Pachycephalosaurus |
|  |                    |

|  | Sphaerotholus buchholtzae |
|  |                           |
|  | Sphaerotholus goodwini    |
|  |                           |

|  | Alaskacephale      |
|  |                    |
|  | Pachycephalosaurus |
|  |                    |

|  | Sphaerotholus buchholtzae |
|  |                           |
|  | Sphaerotholus goodwini    |
|  |                           |

|  | Acrotholus audeti   |
|  |                     |
|  | Prenocephale prenes |
|  |                     |

|  | Alaskacephale      |
|  |                    |
|  | Pachycephalosaurus |
|  |                    |

|  | Sphaerotholus buchholtzae |
|  |                           |
|  | Sphaerotholus goodwini    |
|  |                           |

|  | Alaskacephale      |
|  |                    |
|  | Pachycephalosaurus |
|  |                    |

|  | Sphaerotholus buchholtzae |
|  |                           |
|  | Sphaerotholus goodwini    |
|  |                           |

|  | Acrotholus audeti   |
|  |                     |
|  | Prenocephale prenes |
|  |                     |

|  | Alaskacephale      |
|  |                    |
|  | Pachycephalosaurus |
|  |                    |

|  | Sphaerotholus buchholtzae |
|  |                           |
|  | Sphaerotholus goodwini    |
|  |                           |

|  | Alaskacephale      |
|  |                    |
|  | Pachycephalosaurus |
|  |                    |

|  | Sphaerotholus buchholtzae |
|  |                           |
|  | Sphaerotholus goodwini    |
|  |                           |

|  | Acrotholus audeti   |
|  |                     |
|  | Prenocephale prenes |
|  |                     |

|  | Alaskacephale      |
|  |                    |
|  | Pachycephalosaurus |
|  |                    |

|  | Sphaerotholus buchholtzae |
|  |                           |
|  | Sphaerotholus goodwini    |
|  |                           |

|  | Alaskacephale      |
|  |                    |
|  | Pachycephalosaurus |
|  |                    |

|  | Sphaerotholus buchholtzae |
|  |                           |
|  | Sphaerotholus goodwini    |
|  |                           |

|  | Acrotholus audeti   |
|  |                     |
|  | Prenocephale prenes |
|  |                     |

|  | Alaskacephale      |
|  |                    |
|  | Pachycephalosaurus |
|  |                    |

|  | Sphaerotholus buchholtzae |
|  |                           |
|  | Sphaerotholus goodwini    |
|  |                           |

|  | Alaskacephale      |
|  |                    |
|  | Pachycephalosaurus |
|  |                    |

|  | Sphaerotholus buchholtzae |
|  |                           |
|  | Sphaerotholus goodwini    |
|  |                           |

|  | Acrotholus audeti   |
|  |                     |
|  | Prenocephale prenes |
|  |                     |

|  | Alaskacephale      |
|  |                    |
|  | Pachycephalosaurus |
|  |                    |

|  | Sphaerotholus buchholtzae |
|  |                           |
|  | Sphaerotholus goodwini    |
|  |                           |

|  | Alaskacephale      |
|  |                    |
|  | Pachycephalosaurus |
|  |                    |

|  | Sphaerotholus buchholtzae |
|  |                           |
|  | Sphaerotholus goodwini    |
|  |                           |

## Levenswijze
Stegoceras leefde in halfopen vrij natte bosgebieden met een koele winter. Hij voedde zich met bladeren en bodemplanten. Gedurende de groei veranderde de vorm en relatieve grootte van de versieringen aan de achterste schedelrand niet, zoals een studie uit 2012 aantoonde.